# 바빌론의 왕
바빌론의 왕(아카드어: šakkanakki Bābili, 후에는 šar Bābili)은 고대 메소포타미아 도시 바빌론과 그 왕국인 바빌로니아의 통치자이다. 바빌로니아는 기원전 19세기부터 기원전 6세기 멸망까지 독립적인 영역으로 존재했다. 독립 왕국으로 존재했던 대부분의 기간 동안 바빌론은 고대 수메르와 아카드 지역으로 구성된 남부 메소포타미아의 대부분을 지배했다. 바빌로니아는 고대 근동의 많은 지역을 지배하게 된 두 번의 주요 부흥기를 경험했는데, 각각 고바빌로니아 제국(c. 기원전 1894/1880–1595년)과 신바빌로니아 제국(기원전 626–539년)이다. 함무라비 법전을 제정한 함무라비 역시 바빌론의 왕이었다.
바빌론의 많은 왕들은 외국 출신이었다. 거의 2천 년에 걸친 도시의 역사 동안, 바빌론은 토착 바빌로니아(아카드인), 아모리인, 카시트인, 엘람인, 아람인, 아시리아인, 칼데아인, 페르시아인, 그리스인 및 파르티아 제국 출신 왕들에 의해 통치되었다. 왕의 출신은 왕권에 전혀 문제가 되지 않았던 것으로 보이며, 그보다는 왕이 전통적으로 부여된 의무들을 수행할 수 있는지 여부가 중요했다. 이러한 의무에는 평화와 안보 확립, 정의 구현, 시민권 존중, 불법적인 세금 부과 자제, 종교적 전통 존중, 신전 건축, 신전 내 신들에게 예물 바치기, 종교 의례 질서 유지 등이 있었다. 바빌론이 외세의 지배를 받았던 시기에 발생한 독립 반란은 통치자들이 바빌론인이 아니었기 때문이라기보다는, 통치자들이 바빌론을 거의 방문하지 않고 도시의 의식과 전통에 참여하지 못했기 때문일 가능성이 크다.
바빌론의 마지막 토착 왕은 기원전 556년부터 기원전 539년까지 통치한 나보니두스였다. 나보니두스의 통치는 아케메네스 제국의 키루스 2세에 의해 바빌론이 정복되면서 끝이 났다. 초기 아케메네스 왕들은 바빌론에 계속 중요성을 부여하고 '바빌론의 왕'이라는 칭호를 계속 사용했지만, 후기 아케메네스 통치자들이 이 칭호를 받은 것은 아마도 바빌론인들 스스로가 그렇게 불렀을 뿐, 왕들 자신은 이 칭호를 포기했을 것이다. 바빌론 서기관들은 파르티아 제국 시대까지 바빌로니아를 지배하는 제국의 통치자들을 자신들의 왕으로 계속 인정했으며, 이때 바빌론은 점차적으로 버려졌다. 아케메네스 정복 이후 바빌론은 독립을 되찾지 못했지만, 바빌론인들은 외국 통치자들을 몰아내고 왕국을 재건하려는 여러 차례의 시도를 했으며, 니딘-벨의 반란이 있었던 기원전 336/335년경까지 시도했을 가능성도 있다.

## 도입

### 왕실 칭호
2천년에 걸친 세월동안 바빌론과 그 왕국의 통치자를 지칭하기 위해 다양한 칭호가 사용되었는데, 가장 흔한 칭호는 '바빌론의 총독', '카르두니아쉬의 왕', 그리고 '수메르와 아카드의 왕'이었다. 이러한 칭호들 중 하나를 사용했다고 해서 다른 칭호를 동시에 사용할 수 없다는 의미는 아니었다. 예를 들어, 신아시리아 제국의 왕 티글라트-필레세르 3세(r. 바빌론에서 기원전 729~727년)는 앞서 언급한 세 가지 칭호를 모두 사용했다.
- 바빌론의 총독(또는 통치자) (šakkanakki Bābili)[4] – 바빌론 자체의 정치적 지배를 강조한다.[2] 도시의 역사 대부분 동안 통치자들은 자신을 왕이 아닌 총독 또는 통치자라고 불렀다. 그 이유는 바빌론의 진정한 왕은 공식적으로 국가 신인 마르두크로 간주되었기 때문이다. 따라서 바빌론 통치자들은 왕이라는 칭호를 명시적으로 주장하지 않음으로써 도시의 신에게 경의를 표했다.[5] 신아시리아 제국의 왕 센나케립(r. 기원전 705~681년)의 통치는 이러한 전통의 특이한 단절로 기록되는데,[5] 그가 바빌론의 왕(šar Bābili)이라는 칭호를 사용했기 때문이다.[6] 이는 바빌로니아인들이 센나케립에 부정적이었던 이유였을 수 있다.[5] 그러나 šar Bābili는 센나케립 시대 이전의 일부 비문에서도 사용된 것으로 기록되어 있으며, 예를 들어 그의 아버지이자 전임자인 사르곤 2세(r. 바빌론에서 기원전 710~705년)는 šakkanakki Bābili와 번갈아 사용했다.[4] 센나케립의 후계자들은 주로 '바빌론 총독'(šakkanakki Bābili)을 사용했지만,[7] 그들이 대신 šar Bābili를 사용한 예도 있다.[8] 이러한 칭호들은 후기 신바빌로니아 왕들도 번갈아 사용했다.[9]
- 카르두니아쉬의 왕 (šar Karduniaš)[10] – 남부 메소포타미아 전체의 통치를 의미한다.[2] '카르두니아쉬'는 카시트인들이 바빌론 왕국을 부르던 이름이었으며, '카르두니아쉬의 왕'이라는 칭호는 도시의 세 번째 왕조(카시트인)에 의해 도입되었다.[11] 이 칭호는 카시트인들이 바빌론의 통제권을 잃은 후에도 오랫동안 계속 사용되었는데, 예를 들어 토착 왕 나부-슈마-우킨 1세(r. c. 기원전 900~888년)[12]와 에사르하돈(r. 기원전 681~669년)과 같은 신아시리아 왕들도 사용했다.[7]
- 수메르와 아카드의 왕 (šar māt Šumeri u Akkadi)[13] – 남부 메소포타미아 전체의 통치를 의미한다.[2] 이 칭호는 바빌론 건국 수세기 전인 우르 제3왕조(c. 기원전 2112~2004년)의 왕들이 원래 사용했다. 왕들은 이 칭호를 사용하여 수메르와 아카드 문명의 문화와 유산에 자신을 연결시키고,[14] 고대 아카드 제국 시대에 달성한 정치적 패권을 주장했다. 이 칭호는 또한 지리적인 의미도 지녔는데, 남부 메소포타미아는 일반적으로 수메르(남부)와 아카드(북부)의 두 지역으로 나뉘었으므로, '수메르와 아카드의 왕'은 전국에 대한 통치를 의미했다.[11] 이 칭호는 바빌론 왕들에 의해 기원전 539년 신바빌로니아 제국이 멸망할 때까지 사용되었으며, 바빌론을 정복하고 기원전 530년 사망할 때까지 바빌로니아를 통치했던 키루스 2세도 이 칭호를 사용했다.[15]

### 역할과 정당성
바빌론 왕들은 바빌론의 수호신 마르두크에 의한 신성한 임명과 도시의 사제들에 의한 봉헌을 통해 통치권을 얻었다. 마르두크의 주요 숭배상(종종 신 자신과 동일시됨)인 마르두크 상은 왕들의 대관식 의례에서 중요하게 사용되었는데, 왕들은 신년 축제 기간 동안 마르두크의 "손에서" 왕관을 받음으로써 신이 왕권을 부여했음을 상징했다. 왕의 통치와 지구상에서 마르두크의 봉신으로서의 역할은 매년 이맘때 재확인되었는데, 왕은 매년 신년 축제 다섯째 날에 바빌론의 주요 숭배 신전인 에사길라에 홀로 들어가 대제사장을 만났다. 대제사장은 왕에게서 왕의 상징을 벗기고, 그의 뺨을 때린 다음, 마르두크 상 앞에 무릎을 꿇게 했다. 그러면 왕은 상에게 자신이 백성을 억압하지 않았으며 일년 내내 질서를 유지했다고 말했고, 그 후 대제사장은 (마르두크를 대신하여) 왕이 계속해서 자신의 통치에 대한 신성한 지지를 누릴 수 있다고 답하며 왕실의 상징을 돌려주었다. 바빌론 신전의 후원자가 됨으로써 왕은 메소포타미아 신들에게 너그러움을 베풀었고, 신들은 그 대가로 왕의 통치에 힘을 실어주고 그에게 권한을 부여했다.
바빌론 왕들은 평화와 안보를 확립하고, 정의를 지키며, 시민권을 존중하고, 불법적인 세금을 피하며, 종교적 전통을 존중하고, 종교 의례를 유지할 것으로 기대되었다. 왕의 책임과 의무 중 어느 것도 그가 민족적으로나 문화적으로 바빌론인일 것을 요구하지 않았다. 바빌로니아 왕실 관습에 충분히 익숙한 외국인이라면 누구든지 그 칭호를 채택할 수 있었지만, 그 경우 토착 성직자와 서기관의 도움이 필요했을 것이다. 민족성과 문화는 바빌론의 왕권 인식에서 중요하지 않았던 것으로 보인다. 많은 외국 왕들은 바빌론인들의 지지를 받았고, 여러 토착 왕들은 경멸받았다. 일부 외국 왕들의 통치가 바빌론인들의 지지를 받지 못한 것은 아마도 그들의 민족적 또는 문화적 배경과는 거의 관련이 없으며, 오히려 그들이 바빌론 왕의 전통적인 의무를 제대로 수행하지 못했다고 인식되었기 때문일 것이다.

### 왕조

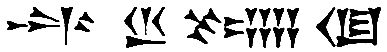
바빌론 첫 왕조의 이름(palû Babili, 단순히 '바빌론 왕조')을 신바빌로니아 아카드어 쐐기 문자로 표기한 것

다른 군주정과 마찬가지로 바빌론의 왕들은 일련의 왕조로 분류되는데, 이는 고대 바빌론인들이 왕명표에서 시작한 관행이다. 일반적으로 받아들여지는 바빌론 왕조들은 후기 왕국과 제국에서 역사가들이 지배 가문을 지칭하는 용어로 흔히 사용하는 것과 같은 혈연적 집단으로 이해되어서는 안 된다. 바빌론의 첫 왕조는 모든 군주가 혈연 관계에 있는 혈연 집단을 형성했지만, 기원전 첫 천년기의 왕조, 특히 E 왕조는 전혀 일관된 혈연 관계를 구성하지 않았다. 바빌론식 의미에서 왕조는 palû 또는 palê로 표현되었으며, 동일한 민족 또는 부족 집단(예: 카시트 왕조), 동일한 지역(예: 해양국 왕조) 또는 동일한 도시(예: 바빌론 및 이신 왕조) 출신의 연속적인 군주를 의미했다. 어떤 경우에는 에리바-마르두크(r. c. 기원전 769~760년)와 그의 손자 마르두크-아플라-이디나 2세(r. 기원전 722~710년 및 기원전 703년)와 같이 계보상 관련이 있는 것으로 알려진 왕들이 각각 E 왕조와 (제3차) 해양국 왕조에 속하는 것으로 분류되기도 했다.

### 출처

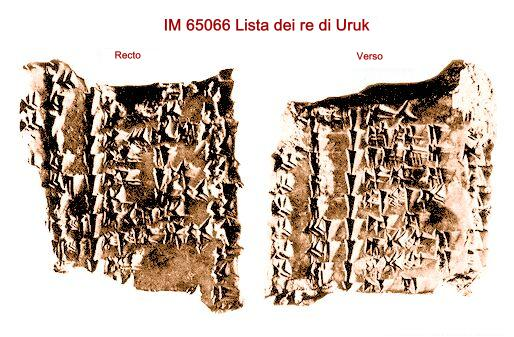
칸달라누(기원전 648~627년)부터 셀레우코스 2세 칼리니코스(기원전 246~225년)까지의 바빌론 통치자를 기록한 우루크 왕명표

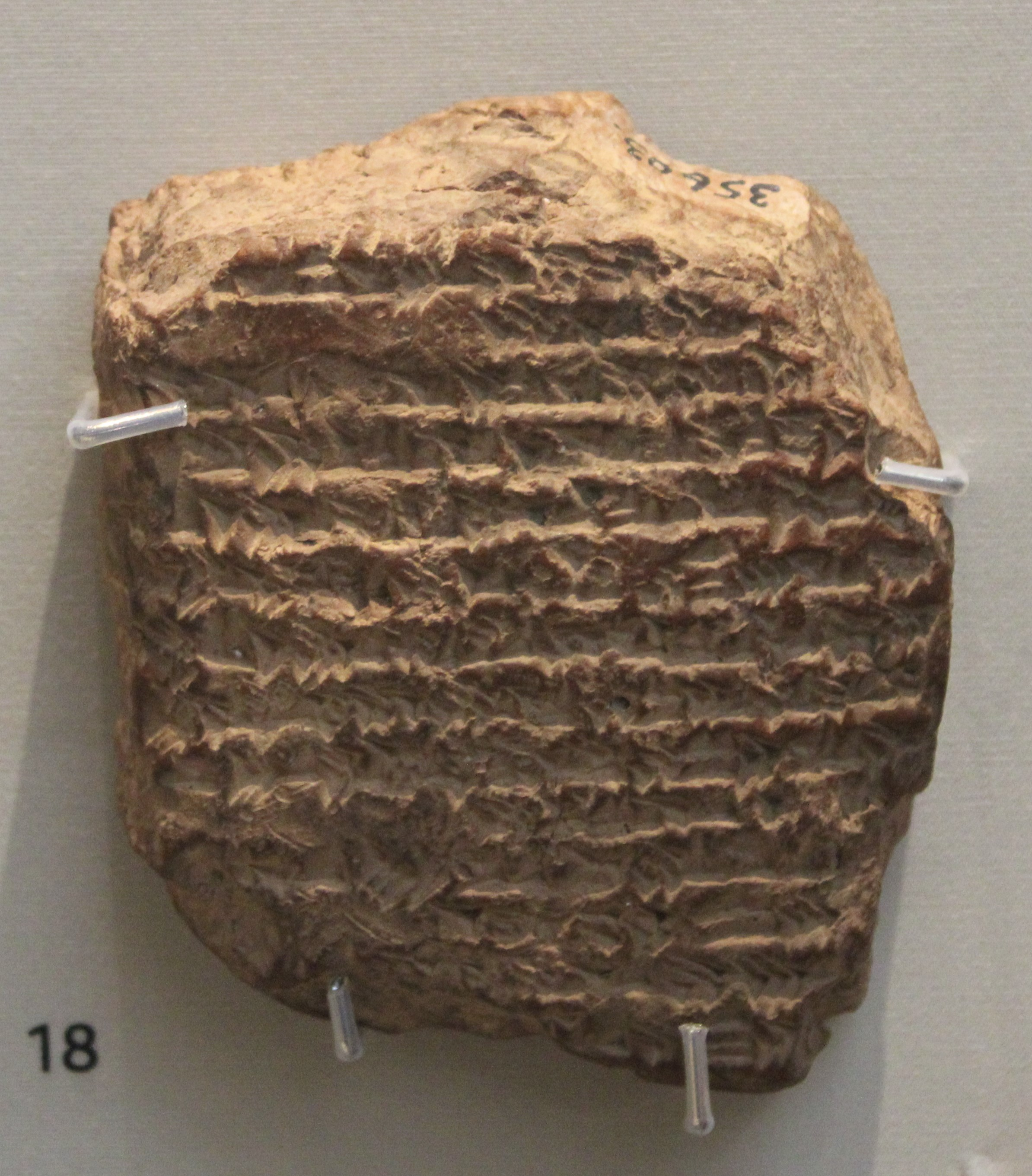
헬레니즘 시대 바빌론 왕명표, 알렉산드로스 대왕(바빌론에서 기원전 331~323년)부터 데메트리오스 2세 니카토르(바빌론에서 기원전 145~141년)까지의 바빌론 통치자를 기록한다

### 신바빌로니아 제국 이후의 왕권

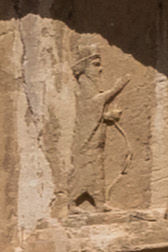
아케메네스 제국의 아르타크세르크세스 1세(기원전 465~424년)의 부조. '바빌론의 왕' 칭호를 공식적으로 사용한 마지막 아케메네스 왕이다.

앞서 설명한 왕명표 외에도, 쐐기 문자 비문과 태블릿은 바빌론인들이 신바빌로니아 제국 멸망 이후 아케메네스 제국(기원전 539~331년), 아르게아스(기원전 331~310년), 셀레우코스 제국(기원전 305~141년)의 통치 기간 내내, 그리고 파르티아 제국(기원전 141년~서기 224년) 통치 기간에도 바빌로니아의 외국 통치자들을 합법적인 군주로 계속 인정했음을 확신하게 한다.
초기 아케메네스 왕들은 바빌론 문화와 역사를 크게 존중했으며, 바빌로니아를 자신들의 왕국과 일종의 인적 동군연합으로 통합된 별개의 독립체 또는 왕국으로 여겼다. 그럼에도 불구하고 바빌론인들은 신아시리아 제국(기원전 722~626년)의 지배를 싫어했던 것처럼 아케메네스 통치에도 반감을 가지게 되었다. 아케메네스 왕조에 대한 바빌론인들의 반감은 아케메네스 왕들이 외국인이기 때문이라기보다는, 아케메네스 왕들이 확립된 바빌론 전통에 따라 바빌론 왕의 의무를 제대로 수행할 수 없다고 인식되었기 때문일 가능성이 크다. 이러한 인식은 아시리아인과 아케메네스인 모두가 겪었던 빈번한 바빌론 반란으로 이어졌다. 아시리아와 아케메네스 제국의 수도는 다른 곳에 있었기 때문에, 이들 외국 왕들은 도시의 의례에 정기적으로 참여하지 않았고(이는 전통적인 방식으로 기념될 수 없음을 의미한다) 신전을 짓거나 도시의 신들에게 종교적 예물을 바치는 등 바빌론 종교 의례에 대한 전통적인 의무를 거의 수행하지 않았다. 이러한 실패는 왕들이 바빌론의 진정한 왕으로 간주되기 위한 필요한 신성한 승인을 받지 못했다고 해석되었을 수 있다.
초기 아케메네스 왕들이 바빌론뿐만 아니라 제국 전체에서 사용한 표준 통치 칭호는 '바빌론의 왕이자 여러 땅의 왕'이었다. 이 바빌론 칭호는 크세르크세스 1세(r. 기원전 486~465년)가 대규모 바빌론 봉기를 진압해야 한 후 점차 폐기되었다. 크세르크세스는 또한 이전에 거대했던 바빌론 사트라피를 더 작은 단위로 분할했으며, 일부 자료에 따르면 보복 행위로 도시 자체를 손상시키기도 했다. 자신의 왕실 비문에서 공식적으로 '바빌론의 왕' 칭호를 사용한 마지막 아케메네스 왕은 크세르크세스 1세의 아들이자 후계자인 아르타크세르크세스 1세(r. 기원전 465~424년)였다. 아르타크세르크세스 1세 통치 이후에는 군주들이 직접 이 칭호를 사용하는 예가 거의 없지만, 바빌론인들은 계속해서 자신들의 통치자들에게 이 칭호를 부여했다. 셀레우코스 시대에 왕이 '바빌론의 왕' 칭호를 공식적으로 명시적으로 사용한 유일한 예는 안티오코스 원통에서 찾을 수 있는데, 여기에는 안티오코스 1세 소테르(r. 기원전 281~261년)가 자신과 그의 아버지 셀레우코스 1세 니카토르(r. 기원전 305~281년)를 '바빌론의 왕'이라고 부르며 다른 여러 고대 메소포타미아 칭호와 명예 칭호를 나열하고 있다. 셀레우코스 왕들은 바빌론의 전통과 문화를 계속 존중했으며, 여러 셀레우코스 왕들이 바빌론에서 "마르두크에게 예물을 바친" 것으로 기록되어 있고, 신년 축제도 여전히 당대 행사로 기록되어 있다. 이 축제가 마지막으로 거행된 것으로 알려진 시기 중 하나는 기원전 188년으로, 셀레우코스 왕 안티오코스 3세 메가스(r. 기원전 222~187년)가 의식에 적극적으로 참여했다. 헬레니즘 시대(즉, 그리스 아르게아스 왕조와 셀레우코스 왕조의 통치)부터 바빌로니아에는 그리스 문화가 확립되었지만, Oelsner(2014)에 따르면 헬레니즘 문화는 "고대 바빌론 문화를 깊이 침투하지 못했으며, 이는 서기 2세기까지 특정 영역과 지역에서 계속 존재했다."고 한다.

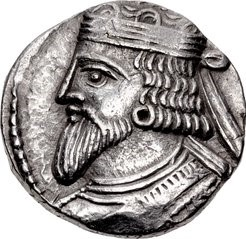
파르티아 제국의 파르티아의 아르타바누스 3세(서기 79/80~81년)의 동전. 바빌론 문서에서 왕으로 기록된 마지막 알려진 통치자이다.

파르티아 제국 시대에 바빌론은 점차 주요 도시 중심지로서 버려지고, 고대 바빌론 문화는 쇠퇴했다. 근처의 새로운 제국 수도인 셀레우키아, 그리고 나중에는 크테시폰이 새로운 중심지가 되었다. 그럼에도 바빌론은 파르티아 통치 초기 1세기 정도는 여전히 중요했으며, 쐐기 문자 태블릿은 파르티아 왕들의 통치를 계속 인정했다. 바빌론 문서에서 파르티아 왕들에게 적용된 표준 칭호 양식은 "ar-ša-kâ LUGAL.LUGAL.MEŠ" (Aršakâ šar šarrāni, "아르사케스, 왕중왕")였다. 파르티아 시대의 몇몇 태블릿에는 날짜 양식에 현직 파르티아 왕의 왕비도 왕과 함께 언급되어 있는데, 이는 여성들이 바빌론의 군주로 공식적으로 인정된 최초의 사례이다. 파르티아 시대 바빌론에서 남아있는 몇 안 되는 문서는 파르티아 왕들이 도시를 거의 방문하지 않고 바빌론인들이 자신들의 문화가 서서히 사라지는 것을 인지하면서 바빌론에 점증하는 불안감과 소외감을 보여준다.
바빌론이 정확히 언제 버려졌는지는 불분명하다. 로마 작가 가이우스 플리니우스 세쿤두스는 서기 50년에 셀레우키아와의 근접성 때문에 바빌론이 "황무지"가 되었다고 썼으며, 동방 원정 동안 로마 황제 트라야누스(서기 115년)와 셉티미우스 세베루스(서기 199년)는 도시가 파괴되고 버려진 것을 발견했다고 한다. 고고학적 증거와 아바 아리하(c. 서기 219년)의 기록은 적어도 바빌론의 신전들이 서기 3세기 초까지도 활동 중이었을 수 있음을 보여준다. 만약 그 시점에 고대 바빌론 문화의 잔재가 여전히 존재했다면, 서기 230년경 초기 사산 제국의 종교 개혁의 결과로 결정적으로 사라졌을 것이다.
자료 부족과 바빌론이 버려진 시기가 불확실하기 때문에, 바빌론인들이 왕으로 인정했던 마지막 통치자가 누구인지는 알려져 있지 않다. 가장 최근에 알려진 쐐기 문자 태블릿은 우루크에서 발견된 W22340a로, 서기 79/80년으로 거슬러 올라간다. 이 태블릿에는 LUGAL (왕)이라는 단어가 보존되어 있어, 이 시점까지 바빌론인들이 여전히 왕을 인정했음을 나타낸다. 이 시기에 바빌로니아는 파르티아의 경쟁 왕(즉, 찬탈자)인 파르티아의 아르타바누스 3세에 의해 통치되었다. 현대 역사가들은 군주들의 계보가 어디에서 끝나는지에 대해 의견이 분분하다. 스파르와 램버트(2005)는 바빌론인들이 인정한 왕 목록에 서기 1세기 이후의 통치자들을 포함하지 않았지만, 볼리외(2018)는 '바빌론의 14왕조'(그가 도시의 통치자로서 파르티아인들을 지칭하는 명칭)가 서기 3세기 초 파르티아의 바빌로니아 통치가 끝날 때까지 지속되었다고 보았다.

### 쐐기 문자 이름
아래 목록에는 모든 아카드어 왕의 이름과 아카드어 이름이 쐐기 문자 기호로 어떻게 표기되었는지 포함되어 있다. 카시트 왕조(3왕조)의 부르나부리아쉬 2세(r. c. 기원전 1359~1333년) 통치까지는 수메르어가 비문과 공식 문서에 주로 사용되는 언어였으며, 쿠리가르주 2세(r. c. 기원전 1332~1308년) 통치 시기에 아카드어가 수메르어를 능가하여 비문과 문서에서 수메르어를 대체했다. 일관성을 위해, 그리고 여러 왕과 그들의 이름이 왕명표에서만 알려져 있고, 이 왕명표들은 부르나부리아쉬 2세 통치 수세기 후에 아카드어로 작성되었기 때문에, 이 목록은 부르나부리아쉬 2세 이전의 통치자들에게는 시대착오적이지만 왕명에 수메르어 대신 아카드어만 사용한다.
아카드어에서 같은 이름의 여러 다른 철자가 흔히 존재하며, 심지어 같은 개인을 지칭할 때도 그렇다. 이를 예시하기 위해 아래 표는 네부카드네자르 2세(r. 기원전 605~562년)의 이름이 아카드어(Nabû-kudurri-uṣur)로 표기된 두 가지 방식을 제시한다. 아래 왕 목록은 가능한 한 간결한 철자를 사용하며, 주로 날짜 공식과 왕명표에 기록된 이름들을 바탕으로 한다.
| 간결한 표기 (왕명표)  | 상세한 표기 (건축 비문)                        |
| --------------------- | ---------------------------------------------- |
| Nabû - kudurri - uṣur | Na - bi - um - ku - du - ur - ri - u - ṣu - ur |

같은 철자를 사용하더라도 쐐기 문자 기호에는 여러 다른 서체가 있었다. 즉, 같은 이름이라도 고바빌로니아 서체와 신바빌로니아 서체, 또는 신아시리아 서체에서는 상당히 다르게 보인다. 아래 표는 아카드어 안티오코스(Antiʾukusu) 이름의 다른 서체 변형을 보여준다. 아래 왕 목록은 주로 왕명표에서 사용되는 신바빌로니아 및 신아시리아 서체를 사용한다.
| 날짜 공식 (신바빌로니아 기호) | 안티오코스 원통       | 안티오코스 원통 (신바빌로니아 기호) | 안티오코스 원통 (신아시리아 기호) |
| ----------------------------- | --------------------- | ----------------------------------- | --------------------------------- |
| An - ti - ʾ - i - ku - su     | An - ti - ʾ - ku - us | An - ti - ʾ - ku - us               | An - ti - ʾ - ku - us             |

## 1왕조 (아모리), 기원전 1894–1595년
BKLb에 따르면 이 왕조의 토착 이름은 단순히 palû Babili('바빌론 왕조')였다. 나중에 바빌론을 통치했던 다른 왕조와 구별하기 위해 현대 역사가들은 이 왕조를 '바빌론 제1왕조'라고 부른다. 일부 역사가들은 왕들이 아모리인 혈통이었기 때문에 이 왕조를 '아모리 왕조'라고 부른다. 왕명표는 마지막 왕인 삼수-디타나의 통치 기간을 31년으로 기록하지만, 바빌론의 파괴층은 그의 통치 26년으로 연대 측정되었으며 이후의 자료는 발견되지 않았다.
| 왕          | 아카드어     | 재위 시작        | 재위 종료        | 계승                                  | 참고   |
| ----------- | ------------ | ---------------- | ---------------- | ------------------------------------- | ------ |
| 수무아붐    | Šumu-abum    | c. 기원전 1894년 | c. 기원전 1881년 | BKLa와 BKLb에 나오는 바빌론의 초대 왕 | [ 71 ] |
| 수무-라-엘  | Šumu-la-El   | c. 기원전 1880년 | c. 기원전 1845년 | 불확실한 계승                         | [ 71 ] |
| 사비움      | Sabūm        | c. 기원전 1844년 | c. 기원전 1831년 | 수무-라-엘의 아들                     | [ 71 ] |
| 아필-신     | Apil-Sîn     | c. 기원전 1830년 | c. 기원전 1813년 | 사비움의 아들                         | [ 71 ] |
| 신무발리트  | Sîn-Muballit | c. 기원전 1812년 | c. 기원전 1793년 | 아필-신의 아들                        | [ 71 ] |
| 함무라비    | Ḫammu-rāpi   | c. 기원전 1792년 | c. 기원전 1750년 | 신무발리트의 아들                     | [ 71 ] |
| 삼수 일루나 | Šamšu-iluna  | c. 기원전 1749년 | c. 기원전 1712년 | 함무라비의 아들                       | [ 71 ] |
| 아비-에슈흐 | Abī-Ešuḫ     | c. 기원전 1711년 | c. 기원전 1684년 | 삼수 일루나의 아들                    | [ 71 ] |
| 암미-디타나 | Ammi-ditāna  | c. 기원전 1683년 | c. 기원전 1647년 | 아비-에슈흐의 아들                    | [ 71 ] |
| 암미-사두카 | Ammi-Saduqa  | c. 기원전 1646년 | c. 기원전 1626년 | 암미-디타나의 아들                    | [ 71 ] |
| 삼수-디타나 | Šamšu-ditāna | c. 기원전 1625년 | c. 기원전 1595년 | 암미-사두카의 아들                    | [ 71 ] |

## 2왕조 (해양국 제1왕조), 기원전 1725–1475년
BKLa와 BKLb 모두 이 왕조를 palû Urukug('우루쿠그 왕조')라고 부른다. 아마도 우루쿠그는 이 왕조의 발상지였을 것이다. 일부 문헌에서는 이 왕조의 일부 왕들을 '해양국 왕'이라고 부르기 때문에 현대 역사가들은 이를 해양국 왕조라고 부른다. 해양국 제1왕조라는 명칭은 바빌론인들이 실제로 '해양국 왕조'라고 불렀던 5왕조와 구별하기 위한 것이다. 이 왕조는 1왕조 및 3왕조와 겹치며, 이 왕들은 바빌론 자체보다는 바빌론 남부 지역(해양국)을 실제로 통치했다. 예를 들어, 이 왕조의 왕 굴키샤르는 사실 1왕조의 마지막 왕인 삼수-디타나와 동시대 인물이었다. 이 왕조가 나중에 바빌론의 왕조 역사에 포함된 것은 아마도 한때 바빌론을 통제했거나 바빌로니아의 일부 지역을 통제하거나 강하게 영향을 미쳤기 때문이거나, 또는 그 시대 바빌로니아에서 가장 안정적인 세력이었기 때문일 수 있다. 아래에 나열된 날짜는 매우 불확실하며, 볼리외(2018)에 명시된 왕조 기간인 c. 기원전 1725–1475년을 따르며, 개별 날짜는 볼리외(2018)가 제시한 왕들의 통치 기간을 기반으로 한다.
| 왕             | 아카드어      | 재위 시작        | 재위 종료        | 계승                  | 참고   |
| -------------- | ------------- | ---------------- | ---------------- | --------------------- | ------ |
| 이룸-마-일리   | Ilum-ma-ilī   | c. 기원전 1725년 | ??               | 불확실한 계승         | [ 75 ] |
| 이티-일리-니비 | Itti-ili-nībī | ??               | ??               | 불확실한 계승         | [ 75 ] |
| ...            | —             | ??               | ??               | 불확실한 계승         | [ 76 ] |
| 담키-일리슈    | Damqi-ilišu   | [26년(?)]        | [26년(?)]        | 불확실한 계승         | [ 75 ] |
| 이쉬키발       | Iškibal       | [15년]           | [15년]           | 불확실한 계승         | [ 75 ] |
| 슈슈시         | Šušši         | [24년]           | [24년]           | 이쉬키발의 형제       | [ 75 ] |
| 굴키샤르       | Gulkišar      | [55년]           | [55년]           | 불확실한 계승         | [ 75 ] |
| mDIŠ-U-EN      | [판독 불확실] | ??               | ??               | 불확실한 계승         | [ 75 ] |
| 페쉬갈다라메쉬 | Pešgaldarameš | c. 기원전 1599년 | c. 기원전 1549년 | 굴키샤르의 아들       | [ 75 ] |
| 아야다라갈라마 | Ayadaragalama | c. 기원전 1548년 | c. 기원전 1520년 | 페쉬갈다라메쉬의 아들 | [ 75 ] |
| 아쿠르두아나   | Akurduana     | c. 기원전 1519년 | c. 기원전 1493년 | 불확실한 계승         | [ 75 ] |
| 멜람쿠르쿠라   | Melamkurkurra | c. 기원전 1492년 | c. 기원전 1485년 | 불확실한 계승         | [ 75 ] |
| 에아-가밀      | Ea-gamil      | c. 기원전 1484년 | c. 기원전 1475년 | 불확실한 계승         | [ 75 ] |

## 3왕조 (카시트), 기원전 1729–1155년
BKLa에서 이 왕조의 이름 항목은 유실되었지만, 다른 바빌론 자료들은 이를 palû Kaššī('카시트 왕조')라고 부른다. 카라인다쉬 이전의 이 왕조 초기 통치자들의 순서와 이름을 재구성하는 것은 어렵고 논란의 여지가 있다. 왕명표는 이 부분에서 손상되었고 보존된 부분들은 서로 모순되는 것으로 보인다. 예를 들어, BKLa는 카쉬틸리아쉬 1세와 아비-라타쉬 사이에 동기 왕명표에는 없는 왕이 한 명 더 있고, 반면 동기 왕명표는 아비-라타쉬와 우르지구루마쉬 사이에 BKLa에는 없는 카쉬틸리아쉬 2세를 포함한다. 또한 왕명표에 이 왕조의 가장 초기 왕으로 기록된 왕들이 실제로는 바빌론을 통치하지 않고, 나중 통치자들의 조상이었기 때문에 추가되었을 가능성도 있다. 바빌로니아는 해양국 제1왕조의 마지막 왕인 에아-가밀을 물리친 울람부리아쉬의 통치 때까지 완전히 통합되고 재통일되지 않았다.
| 왕                         | 아카드어           | 재위 시작          | 재위 종료          | 계승 | 참고   |
| -------------------------- | ------------------ | ------------------ | ------------------ | --- | ------ |
| 간다쉬                     | Gandaš             | c. 기원전 1729년   | c. 기원전 1704년   | 불확실한 계승                                                                                             | [ 79 ] |
| 아굼 1세                   | Agum               | c. 기원전 1703년   | c. 기원전 1682년   | 간다쉬의 아들                                                                                             | [ 79 ] |
| 카쉬틸리아쉬 1세           | Kaštiliašu         | c. 기원전 1681년   | c. 기원전 1660년   | 아굼 1세의 아들                                                                                           | [ 79 ] |
| ...                        | —                  | c. 기원전 1659년   | ??                 | 불확실한 계승                                                                                             | [ 79 ] |
| 아비-라타쉬                | Abi-Rattaš         | ??                 | ??                 | 카쉬틸리아쉬 1세의 아들                                                                                   | [ 81 ] |
| 카쉬틸리아쉬 2세           | Kaštiliašu         | ??                 | ??                 | 불확실한 계승                                                                                             | [ 81 ] |
| 우르지구루마쉬             | Ur-zigurumaš       | ??                 | ??                 | 아비-라타쉬의 후손 (?)                                                                                    | [ 81 ] |
| 아굼 2세                   | Agum-Kakrime       | ??                 | ??                 | 우르지구루마쉬의 아들                                                                                     | [ 81 ] |
| 하르바-쉬팍                | Ḫarba-Šipak        | ??                 | ??                 | 불확실한 계승                                                                                             | [ 81 ] |
| 쉬프타'울지                | Šipta’ulzi         | ??                 | ??                 | 불확실한 계승                                                                                             | [ 81 ] |
| ...                        | —                  | ??                 | ??                 | 불확실한 계승                                                                                             | [ 83 ] |
| 부르나부리아쉬 1세         | Burna-Buriaš       | c. 기원전 1530년   | c. 기원전 1500년   | 불확실한 계승, 바빌론 자체를 통치했다고 확실히 기록된 가장 초기 카시트 통치자                             | [ 84 ] |
| 울람부리아쉬               | Ulam-Buriaš        | [c. 기원전 1475년] | [c. 기원전 1475년] | 부르나부리아쉬 1세의 아들 (?), 해양국 제1왕조의 마지막 왕인 에아-가밀을 물리치고 바빌로니아를 재통일했다. | [ 85 ] |
| 카쉬틸리아쉬 3세           | Kaštiliašu         | ??                 | ??                 | 부르나부리아쉬 1세의 아들 (?)                                                                             | [ 81 ] |
| 아굼 3세                   | Agum               | ??                 | ??                 | 카쉬틸리아쉬 3세의 아들                                                                                   | [ 81 ] |
| 카다쉬만-사흐              | Kadašman-Saḫ       | ??                 | ??                 | 불확실한 계승, 아굼 3세와 공동 통치자?                                                                    | [ 87 ] |
| 카라인다쉬                 | Karaindaš          | [c. 기원전 1415년] | [c. 기원전 1415년] | 불확실한 계승                                                                                             | [ 81 ] |
| 카다쉬만-하르베 1세        | Kadašman-Ḫarbe     | [c. 기원전 1400년] | [c. 기원전 1400년] | 카라인다쉬의 아들 (?)                                                                                     | [ 88 ] |
| 쿠리가르주 1세             | Kuri-Galzu         | ??                 | ??                 | 카다쉬만-하르베 1세의 아들                                                                                | [ 81 ] |
| 카다쉬만-엔릴 1세          | Kadašman-Enlil     | c. 기원전 1374년   | c. 기원전 1360년   | 쿠리가르주 1세의 아들 (?)                                                                                 | [ 81 ] |
| 부르나부리아쉬 2세         | Burna-Buriaš       | c. 기원전 1359년   | c. 기원전 1333년   | 카다쉬만-엔릴 1세의 아들 (?)                                                                              | [ 81 ] |
| 카라-하르다쉬              | Kara-ḫardaš        | c. 기원전 1333년   | c. 기원전 1333년   | 부르나부리아쉬 2세의 아들 (?)                                                                             | [ 81 ] |
| 나지-부가쉬                | Nazi-Bugaš         | c. 기원전 1333년   | c. 기원전 1333년   | 찬탈자, 다른 왕들과 무관                                                                                  | [ 81 ] |
| 쿠리가르주 2세             | Kuri-Galzu         | c. 기원전 1332년   | c. 기원전 1308년   | 부르나부리아쉬 2세의 아들                                                                                 | [ 81 ] |
| 나지-마루타쉬              | Nazi-Maruttaš      | c. 기원전 1307년   | c. 기원전 1282년   | 쿠리가르주 2세의 아들                                                                                     | [ 81 ] |
| 카다쉬만-투르구            | Kadašman-Turgu     | c. 기원전 1281년   | c. 기원전 1264년   | 나지-마루타쉬의 아들                                                                                      | [ 81 ] |
| 카다쉬만-엔릴 2세          | Kadašman-Enlil     | c. 기원전 1263년   | c. 기원전 1255년   | 카다쉬만-투르구의 아들                                                                                    | [ 81 ] |
| 쿠두르-엔릴                | Kudur-Enlil        | c. 기원전 1254년   | c. 기원전 1246년   | 카다쉬만-엔릴 2세의 아들                                                                                  | [ 81 ] |
| 샤가락티-슈리아쉬          | Šagarakti-Šuriaš   | c. 기원전 1245년   | c. 기원전 1233년   | 쿠두르-엔릴의 아들                                                                                        | [ 81 ] |
| 카쉬틸리아쉬 4세           | Kaštiliašu         | c. 기원전 1232년   | c. 기원전 1225년   | 샤가락티-슈리아쉬의 아들                                                                                  | [ 81 ] |
| 엔릴-나딘-슈미             | Enlil-nādin-šumi   | c. 기원전 1224년   | c. 기원전 1224년   | 불확실한 계승                                                                                             | [ 81 ] |
| 카다쉬만-하르베 2세        | Kadašman-Ḫarbe     | c. 기원전 1223년   | c. 기원전 1223년   | 불확실한 계승                                                                                             | [ 81 ] |
| 아다드-슈마-이디나         | Adad-šuma-iddina   | c. 기원전 1222년   | c. 기원전 1217년   | 불확실한 계승                                                                                             | [ 81 ] |
| 아다드-슈마-우스르         | Adad-šuma-uṣur     | c. 기원전 1216년   | c. 기원전 1187년   | 카쉬틸리아쉬 4세의 아들 (?)                                                                               | [ 81 ] |
| 멜리-쉬팍                  | Meli-Šipak         | c. 기원전 1186년   | c. 기원전 1172년   | 아다드-슈마-우스르의 아들                                                                                 | [ 81 ] |
| 마르두크-아플라-이디나 1세 | Marduk-apla-iddina | c. 기원전 1171년   | c. 기원전 1159년   | 멜리-쉬팍의 아들                                                                                          | [ 81 ] |
| 자바바-슈마-이디나         | Zababa-šuma-iddina | c. 기원전 1158년   | c. 기원전 1158년   | 불확실한 계승                                                                                             | [ 81 ] |
| 엔릴-나딘-아히             | Enlil-nādin-aḫe    | c. 기원전 1157년   | c. 기원전 1155년   | 불확실한 계승                                                                                             | [ 81 ] |

## 4왕조 (이신 2왕조), 기원전 1153–1022년
BKLa에 따르면 이 왕조의 토착 이름은 palû Išin('이신 왕조')이었다. 아마도 이신 (메소포타미아)은 이 왕조의 발상지였을 것이다. 현대 역사가들은 이 왕조를 고대 수메르 이신 왕조와 구별하기 위해 이신 2왕조라고 부른다. 이전 학자들은 이 왕조의 첫 왕인 마르두크-카비트-아헤슈가 통치 초기 몇 년 동안 마지막 카시트 왕과 동시에 통치했다고 가정했지만, 최근 연구에 따르면 그렇지 않았다고 한다. 이 목록은 볼리외(2018)에 따른 이 왕조 왕들의 수정된 연대기를 따르며, 이는 또한 이후 왕조의 연대기도 수정한다는 의미이다.
| 왕                     | 아카드어            | 재위 시작        | 재위 종료        | 계승                                                        | 참고   |
| ---------------------- | ------------------- | ---------------- | ---------------- | ----------------------------------------------------------- | ------ |
| 마르두크-카비트-아헤슈 | Marduk-kabit-aḫḫēšu | c. 기원전 1153년 | c. 기원전 1136년 | 불확실한 계승                                               | [ 92 ] |
| 이티-마르두크-발라투   | Itti-Marduk-balāṭu  | c. 기원전 1135년 | c. 기원전 1128년 | 마르두크-카비트-아헤슈의 아들                               | [ 92 ] |
| 닌우르타-나딘-슈미     | Ninurta-nādin-šumi  | c. 기원전 1127년 | c. 기원전 1122년 | 이티-마르두크-발라투의 친척 (?)                             | [ 92 ] |
| 네부카드네자르 1세     | Nabû-kudurri-uṣur   | c. 기원전 1121년 | c. 기원전 1100년 | 닌우르타-나딘-슈미의 아들                                   | [ 92 ] |
| 엔릴-나딘-아플리       | Enlil-nādin-apli    | c. 기원전 1099년 | c. 기원전 1096년 | 네부카드네자르 1세의 아들                                   | [ 92 ] |
| 마르두크-나딘-아헤     | Marduk-nādin-aḫḫē   | c. 기원전 1095년 | c. 기원전 1078년 | 닌우르타-나딘-슈미의 아들, 엔릴-나딘-아플리로부터 왕좌 찬탈 | [ 92 ] |
| 마르두크-샤픽-제리     | Marduk-šāpik-zēri   | c. 기원전 1077년 | c. 기원전 1065년 | 마르두크-나딘-아헤의 아들 (?)                               | [ 92 ] |
| 아다드-아플라-이디나   | Adad-apla-iddina    | c. 기원전 1064년 | c. 기원전 1043년 | 찬탈자, 이전 왕들과 무관                                    | [ 95 ] |
| 마르두크-아헤-에리바   | Marduk-aḫḫē-erība   | c. 기원전 1042년 | c. 기원전 1042년 | 불확실한 계승                                               | [ 92 ] |
| 마르두크-제르-X        | Marduk-zēra-[—]     | c. 기원전 1041년 | c. 기원전 1030년 | 불확실한 계승                                               | [ 92 ] |
| 나부-슘-리부르         | Nabû-šumu-libūr     | c. 기원전 1029년 | c. 기원전 1022년 | 불확실한 계승                                               | [ 92 ] |

## 5왕조 (해양국 2왕조), 기원전 1021–1001년
BKLa에 따르면 이 왕조의 토착 이름은 palû tamti('해양국 왕조')였다. 현대 역사가들은 이를 2왕조와 구별하기 위해 해양국 2왕조라고 부른다.
| 왕               | 아카드어        | 재위 시작        | 재위 종료        | 계승                                                                   | 참고   |
| ---------------- | --------------- | ---------------- | ---------------- | ---------------------------------------------------------------------- | ------ |
| 심바르-쉬팍      | Simbar-Šipak    | c. 기원전 1021년 | c. 기원전 1004년 | 아마도 카시트 혈통, 불확실한 계승                                      | [ 97 ] |
| 에아-무킨-제리   | Ea-mukin-zēri   | c. 기원전 1004년 | c. 기원전 1004년 | 아마도 카시트 혈통 (비트-하시마르 가문), 심바르-쉬팍으로부터 왕좌 찬탈 | [ 97 ] |
| 카슈슈-나딘-아히 | Kaššu-nādin-aḫi | c. 기원전 1003년 | c. 기원전 1001년 | 아마도 카시트 혈통, 심바르-쉬팍의 아들 (?)                             | [ 97 ] |

## 6왕조 (바지), 기원전 1000–981년
BKLa는 이 왕조를 palû Bazu('바즈 왕조')라고 부르고, 왕조 연대기는 이를 palû Bīt-Bazi('비트-바지 왕조')라고 부른다. 비트-바지는 이미 카시트 시대에 기록된 씨족이었다. 이 왕조의 이름은 아마도 바즈 (도시)라는 도시에서 유래했거나, 그 도시의 전설적인 설립자 바지의 후손이었기 때문일 것이다.
| 왕                         | 아카드어             | 재위 시작        | 재위 종료       | 계승                                                                   | 참고   |
| -------------------------- | -------------------- | ---------------- | --------------- | ---------------------------------------------------------------------- | ------ |
| 에울마쉬-샤킨-슈미         | Eulmaš-šākin-šumi    | c. 기원전 1000년 | c. 기원전 984년 | 아마도 카시트 혈통 (비트-바지 씨족), 불확실한 계승                     | [ 97 ] |
| 닌우르타-쿠두리-우스르 1세 | Ninurta-kudurrī-uṣur | c. 기원전 983년  | c. 기원전 981년 | 아마도 카시트 혈통 (비트-바지 씨족), 불확실한 계승                     | [ 97 ] |
| 쉬릭티-슈카무나            | Širikti-šuqamuna     | c. 기원전 981년  | c. 기원전 981년 | 아마도 카시트 혈통 (비트-바지 씨족), 닌우르타-쿠두리-우스르 1세의 형제 | [ 97 ] |

## 7왕조 (엘람), 기원전 980–975년
BKLa는 마르-비티-아플라-우스르를 다른 왕들과 가로선으로 구분하여, 그가 자신만의 왕조에 속한다고 표시한다. 왕조 연대기 또한 그를 단독으로 분류하며, 그의 왕조(그만 포함)를 palû Elamtu('엘람 왕조')라고 부른다.
| 왕                      | 아카드어           | 재위 시작       | 재위 종료       | 계승                                                   | 참고   |
| ----------------------- | ------------------ | --------------- | --------------- | ------------------------------------------------------ | ------ |
| 마르-비티-아플라-우스르 | Mār-bīti-apla-uṣur | c. 기원전 980년 | c. 기원전 975년 | 엘람인, 또는 더 가능성 있게 엘람인 혈통, 불확실한 계승 | [ 97 ] |

## 8왕조 (E), 기원전 974–732년
BKLa에 따르면 이 왕조의 토착 이름은 palû E('E 왕조')였다. 'E'의 의미는 명확하지 않지만, 아마도 바빌론 도시를 지칭하며 '바빌론 왕조'로 해석되어야 할 것이다. E 왕조 시대는 큰 불안정의 시기였으며, 이 왕조 아래 함께 묶인 무관한 왕들은 완전히 다른 민족 집단에 속하기도 했다. 다른 바빌론 역사서인 왕조 연대기(단편적으로만 보존되었지만)는 이 왕조를 일련의 짧고 작은 왕조들로 나눈다.
| 왕                         | 아카드어             | 재위 시작       | 재위 종료       | 계승                                          | 참고    |
| -------------------------- | -------------------- | --------------- | --------------- | --------------------------------------------- | ------- |
| 나부-무킨-아플리           | Nabû-mukin-apli      | c. 기원전 974년 | c. 기원전 939년 | 바빌론인, 불확실한 계승                       | [ 101 ] |
| 닌우르타-쿠두리-우스르 2세 | Ninurta-kudurrī-uṣur | c. 기원전 939년 | c. 기원전 939년 | 바빌론인, 나부-무킨-아플리의 아들             | [ 101 ] |
| 마르-비티-아헤-이디나      | Mār-bīti-aḫḫē-idinna | c. 기원전 938년 | ??              | 바빌론인, 나부-무킨-아플리의 아들             | [ 101 ] |
| 샤마쉬-무담미크            | Šamaš-mudammiq       | ??              | c. 기원전 901년 | 바빌론인, 불확실한 계승                       | [ 101 ] |
| 나부-슈마-우킨 1세         | Nabû-šuma-ukin       | c. 기원전 900년 | c. 기원전 887년 | 바빌론인, 불확실한 계승                       | [ 101 ] |
| 나부-아플라-이디나         | Nabû-apla-iddina     | c. 기원전 886년 | c. 기원전 853년 | 바빌론인, 나부-슈마-우킨 1세의 아들           | [ 101 ] |
| 마르두크-자키르-슈미 1세   | Marduk-zâkir-šumi    | c. 기원전 852년 | c. 기원전 825년 | 바빌론인, 나부-아플라-이디나의 아들           | [ 101 ] |
| 마르두크-발라수-이크비     | Marduk-balāssu-iqbi  | c. 기원전 824년 | 기원전 813년    | 바빌론인, 마르두크-자키르-슈미 1세의 아들     | [ 101 ] |
| 바바-아하-이디나           | Bāba-aḫa-iddina      | 기원전 813년    | 기원전 812년    | 바빌론인, 불확실한 계승                       | [ 101 ] |
| 바빌론 무왕기 (최소 4년)   |                      |                 |                 |                                               |         |
| 닌우르타-아플라-X          | Ninurta-apla-[—]     | ??              | ??              | 바빌론인, 불확실한 계승                       | [ 101 ] |
| 마르두크-벨-제리           | Marduk-bēl-zēri      | ??              | ??              | 바빌론인, 불확실한 계승                       | [ 101 ] |
| 마르두크-아플라-우스르     | Marduk-apla-uṣur     | ??              | c. 기원전 769년 | 불확실한 부족의 칼데아 족장, 불확실한 계승    | [ 101 ] |
| 에리바-마르두크            | Erība-Marduk         | c. 기원전 769년 | c. 기원전 760년 | 비트-야킨 부족의 칼데아 족장, 불확실한 계승   | [ 101 ] |
| 나부-슈마-이슈쿤           | Nabû-šuma-iškun      | c. 기원전 760년 | 기원전 748년    | 비트-다쿠리 부족의 칼데아 족장, 불확실한 계승 | [ 101 ] |
| 나보나사르                 | Nabû-nāṣir           | 기원전 748년    | 기원전 734년    | 바빌론인, 불확실한 계승                       | [ 101 ] |
| 나부-나딘-제리             | Nabû-nādin-zēri      | 기원전 734년    | 기원전 732년    | 바빌론인, 나보나사르의 아들                   | [ 101 ] |
| 나부-슈마-우킨 2세         | Nabû-šuma-ukin       | 기원전 732년    | 기원전 732년    | 바빌론인, 불확실한 계승                       | [ 101 ] |

참고: 바빌론 왕명표 A는 E 왕조의 17명의 왕 이름을 기록하지만, 이후 왕조가 22명의 왕으로 구성되었다고 명시한다. 이 불일치는 서기관의 오류로 설명될 수 있지만, 연쇄적으로 더 많은 왕이 있었을 가능성도 있다. 이 목록은 중요한 지점에서 손상되어 있으며, 바빌론 무왕기 종료와 닌우르타-아플라-X 통치 사이에 이름이 남아있지 않은 5명의 추가 왕이 삽입될 수 있다. 현대 역사가들의 바빌론 통치자 목록은 일반적으로 닌우르타-아플라-X를 바바-아하-이디나 폐위 후 최초의 왕으로 기록하는 경향이 있다.

## 9왕조 (아시리아), 기원전 732–626년
'9왕조'는 광범위하게 말해서 바빌로니아가 신아시리아 제국의 지배를 받던 시기의 통치자들을 지칭하며, 여기에는 아다시드 왕조와 그 이후의 사르곤 왕조의 아시리아 왕들뿐만 아니라 다양한 비왕조적 봉신 및 반란 왕들이 포함된다. BKLa가 다른 왕조들을 구분하는 데 사용한 선을 이 통치자들 사이에는 사용하지 않기 때문에 현대 학자들은 이들을 종종 하나의 왕조로 묶는다. BKLa는 또한 일부 왕들에게 개별적인 왕조적 명칭을 부여하지만, 이는 더 구체적인 이전 왕조들과는 다른 방식이다. 각 왕과 관련된 palê 명칭(무셰지브-마르두크까지 목록에 기록됨)은 아래 표에 포함되어 있으며 팔레스(2014)를 따른다.
| 왕                                        | 아카드어            | 재위 시작              | 재위 종료             | palê                                                                                              | 계승                                                                                              | 참고    |
| ----------------------------------------- | ------------------- | ---------------------- | --------------------- | ------------------------------------------------------------------------------------------------- | ------------------------------------------------------------------------------------------------- | ------- |
| 나부-무킨-제리                            | Nabû-mukin-zēri     | 기원전 732년           | 기원전 729년          | palê Šapî '샤피 왕조'                                                                             | 비트-아무카니 부족의 칼데아 족장, 왕좌 찬탈                                                       | [ 110 ] |
|                                           |                     |                        |                       |                                                                                                   |                                                                                                   |         |
| 티글라트-필레세르 3세                     | Tukultī-apil-Ešarra | 기원전 729년           | 기원전 727년          | palê Baltil '[아수르] 왕조'                                                                       | 신아시리아 제국의 왕 — 바빌론 정복                                                                | [ 110 ] |
| 샬마네세르 5세                            | Salmānu-ašarēd      | 기원전 727년           | 기원전 722년          | palê Baltil '[아수르] 왕조'                                                                       | 신아시리아 제국의 왕 — 티글라트-필레세르 3세의 아들                                               | [ 110 ] |
|                                           |                     |                        |                       |                                                                                                   |                                                                                                   |         |
| 마르두크-아플라-이디나 2세 (첫 재위)      | Marduk-apla-iddina  | 기원전 722년           | 기원전 710년          | palê Tamti '해양국 왕조'                                                                          | 비트-야킨 부족의 칼데아 족장, 샬마네세르 5세 사망 후 왕으로 선포됨                                | [ 110 ] |
|                                           |                     |                        |                       |                                                                                                   |                                                                                                   |         |
| 사르곤                                    | Šarru-kīn           | 기원전 710년           | 기원전 705년          | palê Ḫabigal '[하니갈바트] 왕조'                                                                  | 신아시리아 제국의 왕 — 티글라트-필레세르 3세의 아들 (?)                                           | [ 110 ] |
| 센나케립 (첫 재위)                        | Sîn-ahhe-erība      | 기원전 705년           | 기원전 703년          | palê Ḫabigal '[하니갈바트] 왕조'                                                                  | 신아시리아 제국의 왕 — 사르곤의 아들                                                              | [ 110 ] |
|                                           |                     |                        |                       |                                                                                                   |                                                                                                   |         |
| 마르두크-자키르-슈미 2세                  | Marduk-zâkir-šumi   | 기원전 703년           | 기원전 703년          | A Arad-Ea '아라드-에아의 아들 [후손]'                                                             | 아라드-에아 가문의 바빌론 반란자, 반란 왕                                                         | [ 110 ] |
|                                           |                     |                        |                       |                                                                                                   |                                                                                                   |         |
| 마르두크-아플라-이디나 2세 (두 번째 재위) | Marduk-apla-iddina  | 기원전 703년           | 기원전 703년          | ERÍN Ḫabi '[하니갈바트?]의 군인'                                                                  | 비트-야킨 부족의 칼데아 족장, 왕좌를 다시 차지함                                                  | [ 110 ] |
|                                           |                     |                        |                       |                                                                                                   |                                                                                                   |         |
| 벨-입니                                   | Bel-ibni            | 기원전 703년           | 기원전 700년          | palê E 'E 왕조'                                                                                   | 랍-바니 가문의 바빌론 봉신 왕, 센나케립에 의해 임명됨                                             | [ 110 ] |
|                                           |                     |                        |                       |                                                                                                   |                                                                                                   |         |
| 아슈르-나딘-슈미                          | Aššur-nādin-šumi    | 기원전 700년           | 기원전 694년          | palê Ḫabigal '[하니갈바트] 왕조'                                                                  | 센나케립의 아들, 아버지에 의해 봉신 왕으로 임명됨                                                 | [ 110 ] |
|                                           |                     |                        |                       |                                                                                                   |                                                                                                   |         |
| 네르갈-우스헤지브                         | Nergal-ušezib       | 기원전 694년           | 기원전 693년          | palê E 'E 왕조'                                                                                   | 가할 킨 가문의 바빌론 반란자, 반란 왕                                                             | [ 110 ] |
| 무셰지브-마르두크                         | Mušezib-Marduk      | 기원전 693년           | 기원전 689년          | palê E 'E 왕조'                                                                                   | 비트-다쿠리 부족의 칼데아 족장, 반란 왕                                                           | [ 110 ] |
|                                           |                     |                        |                       |                                                                                                   |                                                                                                   |         |
| 센나케립 (두 번째 재위)                   | Sîn-ahhe-erība      | 기원전 689년 10월 20일 | 기원전 681년          | 신아시리아 제국의 왕 — 바빌론을 다시 차지함                                                       | 신아시리아 제국의 왕 — 바빌론을 다시 차지함                                                       | [ 114 ] |
| 에사르하돈                                | Aššur-aḫa-iddina    | 기원전 681년 12월      | 기원전 669년 11월 1일 | 신아시리아 제국의 왕 — 센나케립의 아들                                                            | 신아시리아 제국의 왕 — 센나케립의 아들                                                            | [ 115 ] |
| 아슈르바니팔 (첫 재위)                    | Aššur-bāni-apli     | 기원전 669년 11월 1일  | 기원전 668년 3월      | 신아시리아 제국의 왕 — 에사르하돈의 아들                                                          | 신아시리아 제국의 왕 — 에사르하돈의 아들                                                          | [ 111 ] |
| 샤마쉬-슈마-우킨                          | Šamaš-šuma-ukin     | 기원전 668년 3월       | 기원전 648년          | 에사르하돈의 아들, 아버지에 의해 바빌론의 상속자로 지정됨, 아슈르바니팔에 의해 봉신 왕으로 임명됨 | 에사르하돈의 아들, 아버지에 의해 바빌론의 상속자로 지정됨, 아슈르바니팔에 의해 봉신 왕으로 임명됨 | [ 111 ] |
| 아슈르바니팔 (두 번째 재위)               | Aššur-bāni-apli     | 기원전 648년           | 기원전 646년          | 신아시리아 제국의 왕 — 샤마쉬-슈마-우킨의 반란 후 바빌론을 다시 차지함                            | 신아시리아 제국의 왕 — 샤마쉬-슈마-우킨의 반란 후 바빌론을 다시 차지함                            | [ 117 ] |
| 칸달라누                                  | Kandalānu           | 기원전 647년           | 기원전 627년          | 아슈르바니팔에 의해 봉신 왕으로 임명됨                                                            | 아슈르바니팔에 의해 봉신 왕으로 임명됨                                                            | [ 111 ] |
| 신-슈무-리쉬르                            | Sîn-šumu-līšir      | 기원전 626년           | 기원전 626년          | 신아시리아 제국의 찬탈자 — 바빌로니아에서 인정됨                                                  | 신아시리아 제국의 찬탈자 — 바빌로니아에서 인정됨                                                  | [ 111 ] |
| 신샤리쉬쿤                                | Sîn-šar-iškun       | 기원전 626년           | 기원전 626년          | 신아시리아 제국의 왕 — 아슈르바니팔의 아들                                                        | 신아시리아 제국의 왕 — 아슈르바니팔의 아들                                                        | [ 111 ] |

## 10왕조 (칼데아), 기원전 626–539년
이 왕조의 토착 이름은 어떤 자료에도 나타나지 않는데, 10왕조의 왕들은 헬레니즘 시대에 만들어진 왕명표에만 기록되어 있기 때문이다. 이 시대에는 바빌론 연대기학자들이 바빌론 역사를 묘사하는 데 왕조 개념을 더 이상 사용하지 않았다. 현대 역사가들은 이 왕조를 신바빌로니아 제국을 통치한 왕들이므로 '신바빌로니아 왕조' 또는 왕실 혈통의 추정 민족적 기원을 따서 '칼데아 왕조'라고 부르는 경향이 있다. 후기 문서인 왕조 연대기는 나보니두스를 '하란 왕조'(palê Ḫarran)의 설립자이자 유일한 왕으로 언급하며, 네리글리사르의 즉위와 함께 왕조의 변화를 시사할 수도 있지만, 대부분의 텍스트는 단편적이다.
| 왕                 | 아카드어          | 재위 시작                 | 재위 종료              | 계승                                                                       | 참고    |
| ------------------ | ----------------- | ------------------------- | ---------------------- | -------------------------------------------------------------------------- | ------- |
| 나보폴라사르       | Nabû-apla-uṣur    | 기원전 626년 11월 22/23일 | 기원전 605년 7월       | 바빌론 반란자, 신샤리쉬쿤을 물리침                                         | [ 121 ] |
| 네부카드네자르 2세 | Nabû-kudurri-uṣur | 기원전 605년 8월          | 기원전 562년 10월 7일  | 나보폴라사르의 아들                                                        | [ 121 ] |
| 아멜-마르두크      | Amēl-Marduk       | 기원전 562년 10월 7일     | 기원전 560년 8월       | 네부카드네자르 2세의 아들                                                  | [ 121 ] |
|                    |                   |                           |                        |                                                                            |         |
| 네리글리사르       | Nergal-šar-uṣur   | 기원전 560년 8월          | 기원전 556년 4월       | 네부카드네자르 2세의 사위, 왕좌 찬탈                                       | [ 121 ] |
| 라바시-마르두크    | Lâbâši-Marduk     | 기원전 556년 4월          | 기원전 556년 6월       | 네리글리사르의 아들                                                        | [ 121 ] |
|                    |                   |                           |                        |                                                                            |         |
| 나보니두스         | Nabû-naʾid        | 기원전 556년 5월 25일     | 기원전 539년 10월 13일 | 네부카드네자르 2세의 사위 (?), 왕좌 찬탈, 공동 통치자: 니토크리스와 벨사살 | [ 122 ] |

## 외세 통치하 바빌론, 기원전 539년 – 서기 224년
신바빌로니아 제국 멸망 이후 작성된 왕명표에서는 왕조 개념이 더 이상 사용되지 않았는데, 이는 칼데아 왕들을 계승한 외세 제국의 통치 왕조에 대한 바빌론 고유의 명칭이 알려져 있지 않다는 것을 의미한다.

### 11왕조 (아케메네스), 기원전 539–331년
| 왕                                   | 아카드어          | 재위 시작              | 재위 종료              | 계승                                                            | 참고    |
| ------------------------------------ | ----------------- | ---------------------- | ---------------------- | --------------------------------------------------------------- | ------- |
| 키루스 2세 대왕                      | Kuraš             | 기원전 539년 10월 29일 | 기원전 530년 8월       | 아케메네스 제국의 왕 — 바빌론 정복                              | [ 123 ] |
| 캄비세스 2세                         | Kambuzīa          | 기원전 530년 8월       | 기원전 522년 4월       | 아케메네스 제국의 왕 — 키루스 2세의 아들                        | [ 123 ] |
| 바르디야                             | Barzia            | 기원전 522년 4월/5월   | 기원전 522년 9월 29일  | 아케메네스 제국의 왕 — 키루스 2세의 아들 또는 사칭자            | [ 123 ] |
|                                      |                   |                        |                        |                                                                 |         |
| 네부카드네자르 3세                   | Nabû-kudurri-uṣur | 기원전 522년 10월 3일  | 기원전 522년 12월      | 자자쿠 가문의 바빌론 반란자, 나보니두스의 아들이라고 주장       | [ 124 ] |
|                                      |                   |                        |                        |                                                                 |         |
| 다리우스 1세 대왕 (첫 재위)          | Dariamuš          | 기원전 522년 12월      | 기원전 521년 8월 25일  | 아케메네스 제국의 왕 — 키루스 2세의 먼 친척                     | [ 123 ] |
|                                      |                   |                        |                        |                                                                 |         |
| 네부카드네자르 4세                   | Nabû-kudurri-uṣur | 기원전 521년 8월 25일  | 기원전 521년 11월 27일 | 아르메니아 혈통의 바빌론 반란자, 나보니두스의 아들이라고 주장   | [ 125 ] |
|                                      |                   |                        |                        |                                                                 |         |
| 다리우스 1세 대왕 (두 번째 재위)     | Dariamuš          | 기원전 521년 11월 27일 | 기원전 486년 11월      | 아케메네스 제국의 왕 — 바빌론을 다시 차지함                     | [ 123 ] |
| 크세르크세스 1세 대왕 (첫 재위)      | Aḫšiaršu          | 기원전 486년 11월      | 기원전 484년 7월       | 아케메네스 제국의 왕 — 다리우스 1세의 아들                      | [ 123 ] |
|                                      |                   |                        |                        |                                                                 |         |
| 샤마쉬-에리바                        | Šamaš-eriba       | 기원전 484년 7월       | 기원전 484년 10월      | 바빌론 반란자                                                   | [ 126 ] |
| 벨-쉬만니                            | Bêl-šimânni       | 기원전 484년 7월       | 기원전 484년 8월       | 바빌론 반란자                                                   | [ 126 ] |
|                                      |                   |                        |                        |                                                                 |         |
| 크세르크세스 1세 대왕 (두 번째 재위) | Aḫšiaršu          | 기원전 484년 10월      | 기원전 465년           | 아케메네스 제국의 왕 — 바빌론을 다시 차지함                     | [ 123 ] |
| 아르타크세르크세스 1세               | Artakšatsu        | 기원전 465년           | 기원전 424년 12월      | 아케메네스 제국의 왕 — 크세르크세스 1세의 아들                  | [ 123 ] |
| 크세르크세스 2세                     | —                 | 기원전 424년           | 기원전 424년           | 아케메네스 제국의 왕 — 아르타크세르크세스 1세의 아들            | [ 123 ] |
| 소그디아노스                         | —                 | 기원전 424년           | 기원전 423년           | 아케메네스 제국의 왕 — 아르타크세르크세스 1세의 서자            | [ 123 ] |
| 다리우스 2세                         | Dariamuš          | 기원전 423년 2월       | c. 기원전 404년 4월    | 아케메네스 제국의 왕 — 아르타크세르크세스 1세의 서자            | [ 123 ] |
| 아르타크세르크세스 2세               | Artakšatsu        | c. 기원전 404년 4월    | 기원전 359/358년       | 아케메네스 제국의 왕 — 다리우스 2세의 아들                      | [ 123 ] |
| 아르타크세르크세스 3세               | Artakšatsu        | 기원전 359/358년       | 기원전 338년           | 아케메네스 제국의 왕 — 아르타크세르크세스 2세의 아들            | [ 123 ] |
| 아르타크세르크세스 4세 아르세스      | Artakšatsu        | 기원전 338년           | 기원전 336년           | 아케메네스 제국의 왕 — 아르타크세르크세스 3세의 아들            | [ 123 ] |
|                                      |                   |                        |                        |                                                                 |         |
| 니딘-벨                              | Nidin-Bêl         | 기원전 336년           | 기원전 336/335년       | 바빌론 반란자 (?), 우루크 왕명표에만 기록됨, 또는 서기관의 오류 | [ 127 ] |
|                                      |                   |                        |                        |                                                                 |         |
| 다리우스 3세                         | Dariamuš          | 기원전 336/335년       | 기원전 331년 10월      | 아케메네스 제국의 왕 — 아르타크세르크세스 2세의 손자            | [ 123 ] |

### 12왕조 (아르게아스), 기원전 331–305년
| 왕                          | 아카드어   | 재위 시작             | 재위 종료             | 계승                                                        | 참고    |
| --------------------------- | ---------- | --------------------- | --------------------- | ----------------------------------------------------------- | ------- |
| 알렉산드로스 3세 대왕       | Aliksandar | 기원전 331년 10월     | 기원전 323년 6월 11일 | 마케도니아의 왕 — 아케메네스 제국 정복                      | [ 128 ] |
| 필리포스 3세 아리다이오스   | Pilipsu    | 기원전 323년 6월 11일 | 기원전 317년          | 마케도니아의 왕 — 알렉산드로스 3세의 형제                   | [ 130 ] |
|                             |            |                       |                       |                                                             |         |
| 안티고노스 1세 모노프탈모스 | Antigunusu | 기원전 317년          | 기원전 309/308년      | 안티고노스 왕조의 왕 — 알렉산드로스 3세의 장군 (디아도코이) | [ 133 ] |
|                             |            |                       |                       |                                                             |         |
| 알렉산드로스 4세            | Aliksandar | 기원전 316년          | 기원전 310년          | 마케도니아의 왕 — 알렉산드로스 3세의 아들                   | [ 135 ] |

### 13왕조 (셀레우코스), 기원전 305–141년
| 왕                                     | 아카드어   | 재위 시작            | 재위 종료            | 계승                                                                            | 참고    |
| -------------------------------------- | ---------- | -------------------- | -------------------- | ------------------------------------------------------------------------------- | ------- |
| 셀레우코스 1세 니카토르                | Siluku     | 기원전 305년         | 기원전 281년 9월     | 셀레우코스 제국의 왕 — 알렉산드로스 3세의 장군 (디아도코이)                     | [ 135 ] |
| 안티오코스 1세 소테르                  | Antiʾukusu | 기원전 294년         | 기원전 261년 6월 2일 | 셀레우코스 제국의 왕 — 셀레우코스 1세의 아들                                    | [ 137 ] |
| 셀레우코스                             | Siluku     | 기원전 281년         | 기원전 266년         | 셀레우코스 제국의 공동 왕 — 안티오코스 1세의 아들                               | [ 138 ] |
| 안티오코스 2세 테오스                  | Antiʾukusu | 기원전 266년         | 기원전 246년 7월     | 셀레우코스 제국의 왕 — 안티오코스 1세의 아들                                    | [ 137 ] |
| 셀레우코스 2세 칼리니코스              | Siluku     | 기원전 246년 7월     | 기원전 225년         | 셀레우코스 제국의 왕 — 안티오코스 2세의 아들                                    | [ 137 ] |
| 셀레우코스 3세 케라우노스              | Siluku     | 기원전 225년         | 기원전 223년         | 셀레우코스 제국의 왕 — 셀레우코스 2세의 아들                                    | [ 139 ] |
| 안티오코스 3세 메가스                  | Antiʾukusu | 기원전 223년         | 기원전 187년 7월 3일 | 셀레우코스 제국의 왕 — 셀레우코스 2세의 아들                                    | [ 139 ] |
| 안티오코스                             | Antiʾukusu | 기원전 210년         | 기원전 192년         | 셀레우코스 제국의 공동 왕 — 안티오코스 3세의 아들                               | [ 141 ] |
| 셀레우코스 4세 필로파토르              | Siluku     | 기원전 189년         | 기원전 175년 9월 3일 | 셀레우코스 제국의 왕 — 안티오코스 3세의 아들                                    | [ 142 ] |
| 안티오코스 4세 에피파네스              | Antiʾukusu | 기원전 175년 9월 3일 | 기원전 164년         | 셀레우코스 제국의 왕 — 안티오코스 3세의 아들                                    | [ 143 ] |
| 안티오코스                             | Antiʾukusu | 기원전 175년         | 기원전 170년         | 셀레우코스 제국의 공동 왕 — 셀레우코스 4세의 아들                               | [ 144 ] |
| 안티오코스 5세 에우파토르              | Antiʾukusu | 기원전 164년         | 기원전 162년         | 셀레우코스 제국의 왕 — 안티오코스 4세의 아들                                    | [ 145 ] |
| 데메트리오스 1세 소테르 (첫 재위)      | Dimitri    | c. 기원전 161년 1월  | c. 기원전 161년 1월  | 셀레우코스 제국의 왕 — 셀레우코스 4세의 아들                                    | [ 147 ] |
|                                        |            |                      |                      |                                                                                 |         |
| 티마르쿠스                             | —          | c. 기원전 161년 1월  | c. 기원전 161년 5월  | 셀레우코스 치하의 반란 사트라프 (봉신 총독) — 바빌로니아를 점령하고 잠시 통치함 | [ 148 ] |
|                                        |            |                      |                      |                                                                                 |         |
| 데메트리오스 1세 소테르 (두 번째 재위) | Dimitri    | c. 기원전 161년 5월  | 기원전 150년         | 셀레우코스 제국의 왕 — 바빌로니아 재정복                                        | [ 149 ] |
| 알렉산드로스 발라스                    | Aliksandar | 기원전 150년         | 기원전 146년         | 셀레우코스 제국의 왕 — 안티오코스 4세의 아들이라고 주장됨                       | [ 150 ] |
| 데메트리오스 2세 니카토르              | Dimitri'   | 기원전 146년         | 기원전 141년         | 셀레우코스 제국의 왕 — 데메트리오스 1세의 아들                                  | [ 151 ] |

### 14왕조 (아르사케스), 기원전 141년 – 서기 224년
참고: 파르티아 왕들의 연대기, 특히 초기 시대의 연대기는 자료 부족으로 인해 논란의 여지가 있다. 여기의 연대기는 여러 경쟁 왕들과 찬탈자들을 생략하고, 주로 샤예간(2011), 다브로바(2012) 및 다리아이(2012)를 따른다. 다른 해석은 파르티아의 군주 목록을 참조하라.
| 왕                            | 아카드어   | 재위 시작         | 재위 종료         | 계승                                                                  | 참고    |
| ----------------------------- | ---------- | ----------------- | ----------------- | --------------------------------------------------------------------- | ------- |
| 미트리다테스 1세              | Aršakâ     | 기원전 141년      | 기원전 132년      | 파르티아 제국의 왕 — 바빌로니아 정복                                  | [ 157 ] |
| 프라아테스 2세 (첫 재위)      | Aršakâ     | 기원전 132년      | 기원전 130년 7월  | 파르티아 제국의 왕 — 미트리다테스 1세의 아들                          | [ 158 ] |
| 린누                          | Ri-[—]-nu  | 기원전 132년      | 기원전 130년 7월  | 프라아테스 2세의 어머니이자 섭정 (그는 즉위 당시 미성년자였음)        | [ 158 ] |
|                               |            |                   |                   |                                                                       |         |
| 안티오코스 7세 시데테스       | Antiʾukusu | 기원전 130년 7월  | 기원전 129년 11월 | 셀레우코스 제국의 왕 — 데메트리오스 1세의 아들, 바빌로니아 정복       | [ 161 ] |
|                               |            |                   |                   |                                                                       |         |
| 프라아테스 2세 (두 번째 재위) | Aršakâ     | 기원전 129년 11월 | 기원전 128/127년  | 파르티아 제국의 왕 — 바빌로니아 재정복                                | [ 163 ] |
| 우불나                        | Ubulna     | 기원전 129년 11월 | 기원전 128/127년  | 불확실한 신원, 프라아테스 2세와 연관 – 아마도 그의 왕비               | [ 163 ] |
|                               |            |                   |                   |                                                                       |         |
| 히스파오시네스                | Aspasinē   | 기원전 128/127년  | 기원전 127년 11월 | 카라케네의 왕 — 안티오코스 7세 시데테스의 원정 이후 바빌론 점령       | [ 164 ] |
|                               |            |                   |                   |                                                                       |         |
| 아르타바누스 1세              | Aršakâ     | 기원전 127년 11월 | 기원전 124년      | 파르티아 제국의 왕 — 미트리다테스 1세의 형제, 바빌로니아 정복         | [ 165 ] |
| 미트리다테스 2세              | Aršakâ     | 기원전 124년      | 기원전 91년       | 파르티아 제국의 왕 — 아르타바누스 1세의 아들                          | [ 166 ] |
| 고타르제스 1세                | Aršakâ     | 기원전 91년       | 기원전 80년       | 파르티아 제국의 왕 — 미트리다테스 2세의 아들                          | [ 167 ] |
| 아시아바타르                  | Aši'abatum | 기원전 91년       | 기원전 80년       | 고타르제스 1세의 아내 (왕비)                                          | [ 167 ] |
| 오로데스 1세                  | Aršakâ     | 기원전 80년       | 기원전 75년       | 파르티아 제국의 왕 — 미트리다테스 2세 또는 고타르제스 1세의 아들      | [ 168 ] |
| 이스푸바르자                  | Isbubarzâ  | 기원전 80년       | 기원전 75년       | 오로데스 1세의 자매-아내 (왕비)                                       | [ 169 ] |
| 사나트루케스                  | Aršakâ     | 기원전 75년       | 기원전 69년       | 파르티아 제국의 왕 — 미트리다테스 1세의 아들 또는 형제                | [ 170 ] |
| 프라아테스 3세                | Aršakâ     | 기원전 69년       | 기원전 57년       | 파르티아 제국의 왕 — 사나트루케스의 아들                              | [ 171 ] |
| 피리우스타나                  | Piriustanâ | 기원전 69년       | ??                | 프라아테스 3세의 아내 (왕비)                                          | [ 172 ] |
| 텔레우니케                    | Ṭeleuniqê' | ??                | 기원전 57년       | 프라아테스 3세의 아내 (왕비)                                          | [ 172 ] |
| 오로데스 2세                  | Aršakâ     | 기원전 57년       | 기원전 38년       | 파르티아 제국의 왕 — 프라아테스 3세의 아들                            | [ 173 ] |
| 프라아테스 4세                | Aršakâ     | 기원전 38년       | 기원전 2년        | 파르티아 제국의 왕 — 오로데스 2세의 아들                              | [ 174 ] |
| 프라아테스 5세                | Aršakâ     | 기원전 2년        | 서기 4년          | 파르티아 제국의 왕 — 프라아테스 4세의 아들                            | [ 175 ] |
| 오로데스 3세                  | Aršakâ     | 서기 4년          | 서기 6년          | 파르티아 제국의 왕 — 프라아테스 4세의 아들 (?)                        | [ 176 ] |
| 보노네스 1세                  | Aršakâ     | 서기 6년          | 서기 12년         | 파르티아 제국의 왕 — 프라아테스 4세의 아들                            | [ 177 ] |
| 아르타바누스 2세              | Aršakâ     | 서기 12년         | 서기 38년         | 파르티아 제국의 왕 — 프라아테스 4세의 손자 (?)                        | [ 178 ] |
| 바르다네스 1세                | Aršakâ     | 서기 38년         | 서기 46년         | 파르티아 제국의 왕 — 아르타바누스 2세의 아들                          | [ 178 ] |
| 고타르제스 2세                | Aršakâ     | 서기 38년         | 서기 51년         | 파르티아 제국의 왕 — 아르타바누스 2세의 아들                          | [ 178 ] |
| 보노네스 2세                  | Aršakâ     | 서기 51년         | 서기 51년         | 파르티아 제국의 왕 — 프라아테스 4세의 손자 (?)                        | [ 179 ] |
| 볼로가세스 1세                | Aršakâ     | 서기 51년         | 서기 78년         | 파르티아 제국의 왕 — 보노네스 2세 또는 아르타바누스 2세의 아들        | [ 157 ] |
| 파코루스 2세                  | Aršakâ     | 서기 78년         | 서기 110년        | 파르티아 제국의 왕 — 볼로가세스 1세의 아들                            | [ 180 ] |
| 아르타바누스 3세              | Aršakâ     | 서기 79/80년      | 서기 81년         | 파르티아 제국의 경쟁 왕 (파코루스 2세에 대항) — 볼로가세스 1세의 아들 | [ 181 ] |
| 오스로에스 1세                | —          | 서기 109년        | 서기 129년        | 파르티아 제국의 왕 — 파코루스 2세의 아들                              | [ 182 ] |
| 볼로가세스 3세                | —          | 서기 110년        | 서기 147년        | 파르티아 제국의 왕 — 파코루스 2세의 아들                              | [ 183 ] |
| 파르타마스파테스              | —          | 서기 116년        | 서기 117년        | 파르티아 제국의 왕 — 오스로에스 1세의 아들                            | [ 184 ] |
| 볼로가세스 4세                | —          | 서기 147년        | 서기 191년        | 파르티아 제국의 왕 — 파코루스 2세의 손자                              | [ 184 ] |
| 볼로가세스 5세                | —          | 서기 191년        | 서기 208년        | 파르티아 제국의 왕 — 볼로가세스 4세의 아들                            | [ 185 ] |
| 볼로가세스 6세                | —          | 서기 208년        | 서기 216/228년    | 파르티아 제국의 왕 — 볼로가세스 5세의 아들                            | [ 186 ] |
| 아르타바누스 4세              | —          | 서기 216년        | 서기 224년        | 파르티아 제국의 왕 — 볼로가세스 5세의 아들                            | [ 187 ] |

## 같이 보기
- 아시리아의 왕 – 아시리아 왕들에 대한 정보
- 메소포타미아의 왕조 목록 – 고대 메소포타미아의 다른 왕조 및 왕국들에 대한 정보

### 내용주
1. ↑  샤마쉬의 별은 아카드 제국부터 신바빌로니아 제국에 이르기까지 남부 메소포타미아에서 자주 표준으로 사용되었다.[1]
2. ↑  안티오코스 원통은 바빌로니아 쐐기 문자로 쓰여졌지만, 일부 비정통적이고 이상한 기호 선택이 있다. 이 원통의 안티오코스 이름 표기는 일반적인 바빌로니아 및 아시리아 기호로 동일하게 철자를 전사한 것과 함께 여기에 제시되어 차이점을 보여준다.[61]
3. ↑  수무아붐은 바빌론 왕명표 A와 B에 따르면 바빌론의 초대 왕이다. 바빌론에서 그의 통치에 대한 현대적 증거는 없으며, 왕명표에 따르면 5대 왕인 신무발리트가 바빌론 자체에서 텍스트 증거가 있는 가장 초기 통치자이다. 수무아붐은 딜바트, 시파르, 키수라의 통치자로 당대에 기록되어 있지만, 일부 증거는 그와 수무-라-엘(그의 추정 후계자)이 동시대 인물이었음을 시사하는 것 같다. 바빌론 첫 왕조의 후기 통치자들은 수무아붐이 아닌 수무-라-엘을 그들의 왕조의 창시자로 언급했다. 수무아붐이 바빌론을 통치하지 않았지만, 어떤 이유로 나중에 도시의 왕조 역사에 삽입되었을 가능성이 있다. 아마도 수무-라-엘은 수무아붐의 봉신으로 바빌론을 통치했고, 수무아붐은 더 넓은 영토를 통치했을 수도 있다.[70]
4. ↑  어떤 왕명표도 이티-일리-니비와 담키-일리슈 사이에 왕을 포함하지 않으며, 바빌론 왕명표 A는 2왕조에 11명의 왕이 있었다고 명시하여 이 인물의 존재에 반대한다. 따라서 여기에 알려지지 않은 왕의 존재는 매우 추측적이며, BKLa의 5행과 6행 사이에 이티-일리-니비와 담키-일리슈 사이에 AŠ 기호가 존재한다는 점에 근거하는데, 이는 그들 사이에 왕이 있었음을 나타내는 것일 수 있다. 이와 동일한 기호는 나중에 목록에서 일부 학자들에 의해 동기 왕명표에는 기록되어 있지만 다른 출처에는 기록되지 않은 또 다른 미지의 왕의 존재를 증거하는 것으로 간주되었다.[76]
5. ↑  이름 보존되지 않음.[76]
6. ↑  바빌론 왕명표 A와 B에는 생략되어 있고, 동기 왕명표에만 포함되어 있다. 그의 이름을 구성하는 기호의 판독은 확실하지 않다.[74] 이 문제는 태블릿의 초기 사진 품질이 좋지 않고 이후 상태가 악화되었기 때문에 발생한다. BKLa의 10행과 11행 사이에 굴키샤르와 페쉬갈다라메쉬 사이에 AŠ 기호가 존재한다는 것은 그들 사이에 왕이 있었음을 나타낼 수 있다.[76] 그가 한 출처에만 나타나고 BKLa는 이 왕조에 11명의 왕이 있었다고 명시하고 있으므로, 그의 존재는 확실하지 않다. 아마도 그는 매우 짧게 통치한 실제 왕이었을 수도 있다.[76]
7. ↑  바빌론 왕명표 A는 카쉬틸리아쉬 1세와 아비-라타쉬 사이에 왕을 추가하지만, 목록이 손상되어 이름이 보존되지 않았다. 동기 왕명표는 이 인물을 생략한다.[80]
8. ↑  이름 보존되지 않음.[80]
9. ↑  아굼 2세의 비문 중 한 가지 가능한 해석에 따르면 아비-라타쉬는 아굼 2세의 아버지인 우르지구루마쉬의 조상이었다.[82]
10. ↑  아굼 2세가 자신의 비문에서 우르지구루마쉬를 명시적으로 자신의 아버지라고 언급하므로, 볼리외(2018)는 그를 우르지구루마쉬의 직접적인 후계자로 배치했다.[80] 첸(2020)은 그를 나중에 부르나부리아쉬 1세의 직접적인 전임자로 배치했다.[68]
11. ↑  쉬프타'울지와 부르나부리아쉬 1세 사이에 왕이 있었다는 것은 바빌론 왕명표 A와 동기 왕명표 모두에서 나타나지만, 두 텍스트 모두 손상되어 이 통치자의 이름이 보존되지 않았다. 역사적으로 남아있는 파편들은 이 왕의 이름이 아굼이었음을 시사하는 것으로 해석되었으나, 이 판독은 현대 학자들에 의해 폐기되었다.[80]
12. ↑  이름 보존되지 않음.[80]
13. ↑  카다쉬만-사흐는 왕명표에 나타나지 않는다. 그의 존재에 대한 유일한 증거는 '아굼과 카다쉬만-사흐'의 통치 기간으로 날짜가 기재된 태블릿으로, 그가 왕이었고 어떤 형태의 공동 통치가 있었음을 시사한다. 그는 잠시 동안의 지역 권력을 가진 과도기적 통치자였을 가능성도 있다.[86]
14. ↑  카다쉬만-엔릴 1세와 쿠리가르주 1세 사이에 직접적인 혈연 관계를 나타내는 자료는 없지만, 카다쉬만-엔릴 1세의 추정되는 아들인 부르나부리아쉬 2세가 편지에서 쿠리가르주 1세를 자신의 조상으로 언급한다.[89]
15. 1 2 3  카쉬틸리아쉬 4세는 기원전 1225년경 아시리아 왕 투쿨티-닌우르타 1세에게 폐위되었다. 바빌론 연대기는 투쿨티-닌우르타 1세가 바빌론의 성벽을 파괴하고 도시를 자신의 제국에 7년 동안 통합시켰으며, 그 후 바빌론인들이 반란을 일으켜 카쉬틸리아쉬 4세의 아들 아다드-슈마-우스르를 왕좌에 앉혔다고 기술한다. 바빌론 왕명표 A는 이를 반박하며 카쉬틸리아쉬 4세와 아다드-슈마-우스르 사이에 세 명의 통치자를 나열한다. 이 세 왕의 통치 기간이 7년보다 약간 적기 때문에, 학자들은 역사적으로 이 세 왕이 투쿨티-닌우르타 1세의 봉신으로 임명되었다고 해석했다. 바빌론 연대기는 아다드-슈마-우스르가 투쿨티-닌우르타가 북부(및 바빌론 자체)를 통제하는 동안 바빌로니아 남부를 동시에 통치했다고 시사하는 것 같다. 볼리외(2018)는 이 세 왕이 계승자라기보다는 동시대의 경쟁자였을 가능성과, 아다드-슈마-우스르가 카쉬틸리아쉬 4세의 직접적인 후계자였지만 남부에서만 그랬고, 통치 말기에야 바빌론을 통제했을 가능성을 제안한다.[90]
16. ↑  닌우르타-나딘-슈미와 그의 직계 전임자들 사이의 혈연 관계는 자료에서 증명할 수 없지만, 이 왕조에서 왕위 계승의 명백히 증명된 유일한 단절은 아다드-아플라-이디나의 즉위였고, 그는 자료에서 명시적으로 찬탈자로 지정되어 있다.[93]
17. ↑  마르두크-샤픽-제리는 한때 마르두크-나딘-아헤의 아들로 기록된 것으로 믿어졌지만, 관련 텍스트의 판독이 불확실하다. 마르두크-샤픽-제리가 마르두크-나딘-아헤의 아들이었음을 증명할 수도, 반증할 수도 없다.[94] 이 왕조에서 왕위 계승의 명백히 증명된 유일한 단절은 아다드-아플라-이디나의 즉위였고, 그는 자료에서 명시적으로 찬탈자로 지정되어 있다.[93]
18. ↑  이 왕의 이름은 어떤 출처에도 완전한 형태로 남아 있지 않다. 그의 이름의 'X'는 누락된 부분을 표시하기 위해 현대 역사가들이 삽입한 것이다. 그의 이름의 두 번째 요소인 zēra의 판독은 완전히 확실하지 않다. 브링크만(1968)에 따르면, 완전한 이름이 될 수 있는 많은 가능성이 있으며(동일한 처음 두 요소를 가진 알려진 바빌론 이름을 기반으로), 여기에는 다음이 포함된다: Marduk-zēra-ibni, Marduk-zēra-iddina, Marduk-zēra-iqīša, Marduk-zēra-uballiṭ, Marduk-zēra-ukīn, Marduk-zēra-uṣur, Marduk-zēra-ušallim 및 'Marduk-zēra-līšir.[96]
19. 1 2  샤마쉬-무담미크는 기원전 901년경 아시리아 왕 아다드-니라리 2세에게 패배했다고 기술되어 있다.[102]
20. 1 2 3 4  볼리외(2018)는 나부-아플라-이디나의 통치 31년이 기원전 855년경이라고 말한다.[102] 첸(2020)은 나부-아플라-이디나가 33년간 통치했다고 기록한다.[68]
21. 1 2 3  첸(2020)은 마르두크-자키르-슈미 1세가 27년간 통치했다고 기록한다.[68]
22. 1 2 3  마르두크-발라수-이크비는 기원전 813년 아시리아 왕 샴시-아다드 5세에 의해 폐위되었다. 1년도 채 되지 않아 기원전 812년 샴시-아다드는 마르두크-발라수-이크비의 후계자인 바바-아하-이디나를 폐위시켰다.[103]
23. ↑  바바-아하-이디나가 기원전 812년 아시리아 왕 샴시-아다드 5세에게 포로로 잡혀 아시리아로 끌려간 후, 바빌로니아는 수년(최소 4년)간 '땅에 왕이 없었던' 무왕기에 접어들었다고 연대기는 기록한다. 이 시기 바빌로니아 왕권의 주요 주장자는 아시리아인들이었다. 샴시-아다드 5세는 '바빌론의 왕' 칭호를 주장하지는 않았지만, 기원전 812년 승리 후 '수메르와 아카드의 왕' 칭호를 사용했고, 샴시-아다드의 아들이자 후계자인 아다드-니라리 3세는 '칼데아의 모든 왕'이 자신의 봉신이었고, 바빌론에서 공물과 희생 제물(바빌론 왕실의 특권)을 받았다고 주장했다. 따라서 바빌론 왕관은 적어도 명목상으로는 아시리아인들에게 넘어갔지만, 아시리아가 약화된 상태였기 때문에 그 왕들은 상황을 완전히 이용할 수 없었다.[104]
24. ↑  이 시기 일부 칼데아 부족들은 바빌론 왕권을 주장하거나 자신들의 독립을 주장하기도 했다. 무왕기 시대의 인장은 비트-야킨 부족장(후기 왕 에리바-마르두크의 아버지)인 마르두크-샤킨-슈미를 전통적인 바빌론 왕실 의복을 입은 모습으로 묘사한다. 또한 '다쿠루의 후손인 나부-슈무-리쉬르의 궁궐'로 무게추가 보내졌다고 묘사하는 계약 태블릿도 알려져 있다. 비트-다쿠루 부족의 나부-슈무-리쉬르가 '궁궐'에 거주한다고 주장한 것은 왕임을 주장하는 것과 같았다.[104]
25. ↑  닌우르타-아플라-X는 바빌론 왕명표 A에서만 알려져 있으며, 그의 이름은 손상되어 불완전하게 보존되어 있다. 그의 이름의 'X'는 누락된 부분을 표시하기 위해 현대 역사가들이 삽입한 것이다.[105][106] 이름의 두 번째 요소인 apla는 완전히 확실한 판독이 아니다.[106] 브링크만(1968)에 따르면, 완전한 이름은 Ninurta-apla-uṣur 또는 유사한 것일 수 있다.[106]
26. 1 2 3 4  볼리외(2018)는 에리바-마르두크의 9번째이자 마지막 왕위 재위 연도가 기원전 760년경이라고 기록한다.[107]
27. ↑  기원전 689년부터 681년까지 센나케립을 바빌론의 왕으로 인정하는 것은 현대 바빌론 왕 목록의 표준이다.[111] 바빌론은 이 시기에 파괴되었고, 많은 동시대 바빌론 문서, 예를 들어 연대기는 센나케립의 바빌로니아 두 번째 통치를 땅에 왕이 없는 "무왕기"라고 언급한다.[112] 바빌론 왕명표 A는 그럼에도 불구하고 센나케립을 이 시기의 왕으로 포함하며, 그의 두 번째 통치를 무셰지브-마르두크의 몰락과 에사르하돈의 즉위 사이에 일어난 것으로 나열한다.[113]
28. ↑  샤마쉬-슈마-우킨은 에사르하돈의 바빌론 왕위의 합법적인 후계자였고 아버지에 의해 임명되었지만, 아버지 사망 후 봄이 되어서야 공식적으로 즉위했다. 현대 역사가들의 바빌론 왕 목록은 일반적으로 아슈르바니팔, 즉 에사르하돈의 아시리아 후계자를 이 짧은 '무왕기' 동안의 바빌론 통치자로 간주한다.[111] 우루크 왕명표는 아슈르바니팔을 샤마쉬-슈마-우킨의 전임자로 나열하지만, 동시에 그의 형제와 함께 통치했다고 기록하여 통치 기간을 기원전 669~647년으로 제시한다.[116] 반면, 바빌론 왕명표 A는 아슈르바니팔을 완전히 생략하고 샤마쉬-슈마-우킨을 에사르하돈의 직접적인 후계자로, 칸달라누를 샤마쉬-슈마-우킨의 직접적인 후계자로 나열한다.[113]
29. ↑  아슈르바니팔은 바빌론 왕명표 A에 샤마쉬-슈마-우킨과 칸달라누 사이의 통치자로 다시 기록되지 않았으며,[113] 현대 역사가들의 목록에도 그렇게 기록되지 않았다.[111] 그러나 아슈르바니팔은 기원전 648년 여름 샤마쉬-슈마-우킨의 패배부터 기원전 647년 칸달라누의 임명까지 바빌로니아를 통치했다. 이 시기 바빌로니아의 날짜 공식은 아슈르바니팔의 통치 기간으로 날짜가 기재되어 있으며, 칸달라누에게로의 권력 이양이 점진적이었음을 나타낸다. 기원전 647년 말까지 보르시파에서는 여전히 아슈르바니팔의 통치 기간으로 날짜가 기재된 태블릿이 있었고, 기원전 646년 봄까지 딜바트에서도 마찬가지였다. 기원전 646년 이후 바빌로니아의 태블릿은 오직 칸달라누의 통치 기간으로만 날짜가 기재되었다.[117]
30. 1 2  바빌론 연대기는 칸달라누와 나보폴라사르 사이의 시기를 "왕이 없는" 시기라고 묘사하며, 이 시기의 일부 날짜 공식은 "칸달라누 이후의 해"로 날짜가 기재되어 무왕기를 시사한다. 그러나 우루크 왕명표는 신-슈무-리쉬르와 신샤리쉬쿤의 통치를 기록하며,[118] 현대 역사가들의 바빌론 왕 목록도 마찬가지이다.[111]
31. 1 2  동시대 바빌론 계약 태블릿과 바빌론 왕명표는 크세르크세스 2세와 소그디아노스 둘 다 생략하는데, 이는 바빌론인들이 다리우스 2세를 아르타크세르크세스 1세의 직계 후계자로 보았음을 시사한다.[출처 필요]
32. ↑  필리포스 3세 아리다이오스는 기원전 317년에 사망했다. 일부 바빌론 문서는 기원전 316년까지 그를 왕으로 계속 인정한다.[129]
33. ↑  알렉산드로스 3세의 전 장군 중 한 명으로, 알렉산드로스 제국의 동부 지역에서 권력을 잡은 안티고노스는 공식적인 왕의 이름 대신 자신의 이름으로 날짜 공식 발행을 시작했다.[131] 헬레니즘 시대의 바빌론 왕명표는 안티고노스의 통치가 합법적이지 않았으며, 그가 알렉산드로스 3세의 아들인 알렉산드로스 4세의 통치에 복종했어야 한다고 시사한다. 이 목록은 여러 해 동안 "땅에 왕이 없었다"고 기록하고 안티고노스를 왕이 아닌 군대의 수장으로 칭한다.[132] 우루크 왕명표는 안티고노스를 그의 지위에 대한 언급 없이 포함한다.[116]
34. ↑  알렉산드로스 4세는 기원전 310년에 사망했다. 일부 바빌론 문서는 셀레우코스 1세 니카토르가 왕이 된 기원전 305년까지 그를 왕으로 계속 인정한다.[129] 바빌론인들은 알렉산드로스 4세가 기원전 310년에 사망했음을 알고 있었지만, 명확한 합법적 상속자가 없었기 때문에 몇 년 동안 그의 통치 기간으로 문서를 계속 날짜를 기재했다.[134]
35. ↑  셀레우코스 1세 니카토르는 기원전 305년에 왕이 되었지만, 그는 자신의 즉위 날짜를 기원전 311년으로 소급하여 날짜를 기재했다.[129] 바빌론 왕명표는 셀레우코스 1세의 즉위 날짜를 기원전 305/304년으로 기록한다.[131]
36. 1 2 3  아버지 사망 전까지는 엄밀히 말해 선임 왕이 아니었으며, 바빌론 헬레니즘 시대 왕명표에서는 그의 통치가 아버지 사망 시점부터 계산되지만,[136] 이 초기 날짜부터 아버지와 함께 날짜 공식에 왕으로 인정되었다.[129]
37. ↑  자신의 권리로 통치한 적은 없지만, 날짜 공식에서 선임 군주와 함께 바빌론의 왕으로 인정되었다.[129]
38. 1 2  자신의 권리로 통치한 적은 없지만, 날짜 공식[129]과 바빌론 헬레니즘 시대 왕명표[140]에서 선임 군주와 함께 바빌론의 왕으로 인정되었다.
39. ↑  데메트리오스 1세 소테르는 기원전 162년에 안티오코스 5세 에우파토르를 폐위시키고 살해했지만, 바빌론에서 안티오코스 5세 통치 기간으로 날짜가 기재된 마지막 알려진 문서는 기원전 161년 1월 11일자이다. 안티오코스 5세 사망 소식이 동부 지방에 도달하는 데 몇 주가 걸렸을 수 있다.[146]
40. ↑  티마르쿠스의 바빌로니아 짧은 통치를 기록하는 알려진 쐐기 문자 태블릿은 없다.[148]
41. 1 2  안티오코스 5세 에우파토르 통치 기간으로 날짜가 기재된 태블릿이 기원전 161년 1월에 알려져 있고, 데메트리오스 1세로 날짜가 기재된 가장 초기의 알려진 태블릿이 기원전 161년 5월 14일자라는 점을 고려할 때, 티마르쿠스의 바빌론에 대한 짧은 통제는 이 날짜들 사이에 발생했어야 한다.[146]
42. ↑  파르티아 통치 시대의 바빌론 문서는 거의 모든 파르티아 왕을 아르샤카, 아르샤칸, 아르샤캄마 또는 이름 Arsaces의 다른 아카드어 변형으로 부른다.[155] 이 목록은 스파르와 램버트(2005)에 따라 Aršakâ 철자를 사용한다.[156]
Arsaces는 모든 파르티아 왕들이 사용한 왕명으로, 로마의 Caesar와 같은 공식 칭호와 더 유사하며 이름과는 거리가 멀다. 내전이나 경쟁 시기, 즉 동시에 여러 명의 Arsaces가 존재하여 명확화가 필요할 때, 바빌론 문서는 때때로 왕들의 본명을 사용했다.[155] 모든 파르티아 왕들이 Arsaces를 왕명으로 사용하는 관행은 통치자들의 연대기를 확립하는 것을 복잡하게 만들며,[155][129] 이는 주로 주화의 증거를 따라야 한다.[155]
43. ↑  공식적으로는 아들의 소년기 동안의 섭정이었지만, 동시대 바빌론 태블릿은 린누를 군주로 간주한다. 이 태블릿의 날짜 공식은 '아르샤크와 그의 어머니 리-[인(?)]-누, 왕들'이라고 읽힌다.[159]
44. ↑  이름이 불완전하게 보존됨 (중간 글자 누락).[160]
45. 1 2  프라아테스 2세의 바빌론 통치는 기원전 128년 5월 17일에 마지막으로 기록되었다. 히스파오시네스는 기원전 127년 5월 30/31일에 통치자로 처음 기록되었다.[162]
46. 1 2 3 4 5  왕의 배우자였고, 따라서 공식적으로 군주는 아니었지만, 바빌론 날짜 공식에 남편과 함께 통치자로 기록되었다.[36]
47. ↑  프라아테스 5세의 어머니이자 공동 통치자였던 무사는 알려진 바빌론 태블릿에 군주로 기록되어 있지 않다.[36]
48. ↑  가장 최근에 알려진 아카드 쐐기 문자 태블릿은 우루크에서 발견된 W22340a로, 서기 79/80년으로 연대 측정된다. 이 태블릿에는 LUGAL (왕)이라는 단어가 보존되어 있어, 이 시점까지 바빌론인들이 여전히 왕을 인정했음을 나타낸다.[51] 이 시기 바빌로니아의 통치자는 파르티아의 경쟁 왕(즉, 찬탈자)인 아르타바누스 3세였는데, 역사가들은 그가 바빌로니아에서는 지지를 받았지만 파르티아 제국 내 다른 지역에서는 많은 지지를 받지 못했다고 기록한다.[52]
49. 1 2 3 4 5 6 7  후기 파르티아 왕들은 아마도 이전 왕들처럼 Aršákā로 불렸을 것이지만, 서기 79/80년 이후의 쐐기 문자 기록은 알려져 있지 않다.[51]

### 참조주
1. ↑  Black & Green 1992, 168쪽.
2. 1 2 3 4  Soares 2017, 23쪽.
3. ↑  Soares 2017, 24쪽.
4. 1 2  Karlsson 2017, 2쪽.
5. 1 2 3  Luckenbill 1924, 9쪽.
6. ↑  Shayegan 2011, 260쪽.
7. 1 2  Soares 2017, 28쪽.
8. ↑  Karlsson 2017, 6, 11쪽.
9. ↑  Stevens 2014, 68쪽.
10. ↑  Goetze 1964, 98쪽.
11. 1 2  Soares 2017, 22쪽.
12. ↑  Van Der Meer 1955, 42쪽.
13. ↑  Da Riva 2013, 72쪽.
14. ↑  Soares 2017, 21쪽.
15. ↑  Peat 1989, 199쪽.
16. 1 2  Zaia 2019, 3쪽.
17. 1 2 3 4  Dandamaev 1989, 185–186쪽.
18. ↑  Laing & Frost 2017.
19. ↑  Zaia 2019, 4쪽.
20. ↑  Zaia 2019, 3–7쪽.
21. ↑  Fales 2014, 208쪽.
22. 1 2 3 4 5 6 7  Beaulieu 2018, 13쪽.
23. ↑  Fales 2014, 210쪽.
24. ↑  Chen 2020, 1–2쪽.
25. 1 2  Chen 2020, 2, 4쪽.
26. 1 2 3 4 5  Chen 2020, 4쪽.
27. 1 2 3 4  Chen 2020, 2쪽.
28. 1 2 3  Poebel 1955, 1쪽.
29. ↑  Chen 2020, 5쪽.
30. ↑  Chen 2020, 5–8쪽.
31. ↑  Sachs & Wiseman 1954, 202쪽.
32. ↑  Sachs & Wiseman 1954, 209쪽.
33. ↑  Sachs & Wiseman 1954, 204–205, 209쪽.
34. ↑  Sachs & Wiseman 1954, 201쪽.
35. ↑  Van Der Spek 1993, 95쪽.
36. 1 2 3 4  Spar & Lambert 2005, xxii쪽.
37. ↑  Zaia 2019, 6–7쪽.
38. ↑  Waerzeggers 2018, 3쪽.
39. ↑  Sherwin-White 1991, 75–77쪽.
40. ↑  Hoover 2011, 204쪽.
41. ↑  Deloucas 2016, 59쪽.
42. 1 2  Kosmin 2014, 192쪽.
43. ↑  Oelsner 2014, 297쪽.
44. 1 2  Van Der Spek 2001, 449쪽.
45. 1 2  Brown 2008, 77쪽.
46. ↑  Van Der Spek 2001, 451쪽.
47. ↑  Boiy 2004, 187쪽.
48. ↑  Oelsner 1964, 272쪽.
49. ↑  Haubold 2019, 276쪽.
50. ↑  George 2007, 64쪽.
51. 1 2 3  Hunger & de Jong 2014, 182–185쪽.
52. 1 2  Schippmann 1986, 647–650쪽.
53. ↑  Beaulieu 2018, 14쪽.
54. ↑  Beaulieu 2018, 144쪽.
55. ↑  Beaulieu 2018, 125–130, 176–177, 185쪽.
56. ↑  George 2003, 85쪽.
57. ↑  Bloch 2012, 14쪽.
58. ↑  Bertin 1891, 50쪽.
59. ↑  Wallis Budge 1884, 69쪽.
60. ↑  Ceresko 2001, 32쪽.
61. ↑  Wallis Budge 1884, 94–97쪽.
62. ↑  Strassmaier 1888, 137쪽.
63. ↑  Wallis Budge 1884, 94쪽.
64. 1 2  Wallis Budge 1884, 97쪽.
65. ↑  Beaulieu & 20218, 12쪽.
66. 1 2 3 4  Beaulieu 2018, 12쪽.
67. ↑  Beaulieu 2018, 67쪽.
68. 1 2 3 4  Chen 2020, 202–206쪽.
69. ↑  Koppen, Frans van. "2. The Early Kassite Period". Volume 1 Karduniaš. Babylonia under the Kassites 1, edited by Alexa Bartelmus and Katja Sternitzke, Berlin, Boston: De Gruyter, 2017, pp. 45-92
70. ↑  Beaulieu 2018, 69–70쪽.
71. 1 2 3 4 5 6 7 8 9 10 11  Chen 2020, 202–206쪽; Beaulieu 2018, 69쪽.
72. 1 2  Beaulieu 2018, 131쪽.
73. ↑  Boivin 2018, 46쪽.
74. 1 2  Beaulieu 2018, 129쪽.
75. 1 2 3 4 5 6 7 8 9 10 11 12  Chen 2020, 202–206쪽; Beaulieu 2018, 129–130쪽.
76. 1 2 3 4 5  Boivin 2018, 37쪽.
77. ↑  Beaulieu 2018, 10–13, 154–155, 176–178쪽.
78. ↑  Beaulieu 2018, 127–128쪽.
79. 1 2 3 4  Chen 2020, 202–206쪽; Beaulieu 2018, 126쪽; Murai 2018, 6쪽.
80. 1 2 3 4 5  Beaulieu 2018, 128쪽.
81. 1 2 3 4 5 6 7 8 9 10 11 12 13 14 15 16 17 18 19 20 21 22 23 24 25 26 27 28 29  Chen 2020, 202–206쪽; Beaulieu 2018, 126쪽.
82. ↑  Brinkman 1976, 85쪽.
83. ↑  Beaulieu 2018, 126쪽.
84. ↑  Chen 2020, 202–206쪽; Beaulieu 2018, 126쪽; Leick 2003, 142쪽.
85. ↑  Chen 2020, 202–206쪽; Beaulieu 2018, 126쪽.
86. ↑  Beaulieu 2018, 132쪽.
87. ↑  Beaulieu 2018, 133쪽.
88. ↑  Chen 2020, 202–206쪽; Beaulieu 2018, 126, 136쪽.
89. ↑  Brinkman 1976, 15쪽.
90. ↑  Beaulieu 2018, 148–149쪽.
91. ↑  Beaulieu 2018, 154–155쪽.
92. 1 2 3 4 5 6 7 8 9 10  Chen 2020, 202–206쪽; Beaulieu 2018, 155쪽.
93. 1 2  Brinkman 1968, 98쪽.
94. ↑  Brinkman 1968, 119쪽.
95. ↑  Chen 2020, 202–206쪽; Beaulieu 2018, 155쪽; Brinkman 1968, 136쪽.
96. ↑  Brinkman 1968, 146쪽.
97. 1 2 3 4 5 6 7  Chen 2020, 202–206쪽; Beaulieu 2018, 176–178쪽.
98. ↑  Beaulieu 2018, 177쪽.
99. ↑  Beaulieu 2018, 178쪽.
100. ↑  Beaulieu 2018, 12–13쪽.
101. 1 2 3 4 5 6 7 8 9 10 11 12 13 14 15 16 17 18  Chen 2020, 202–206쪽; Beaulieu 2018, 178쪽.
102. 1 2  Beaulieu 2018, 180쪽.
103. ↑  Beaulieu 2018, 184쪽.
104. 1 2  Beaulieu 2018, 184–185쪽.
105. ↑  Beaulieu 2018, 185쪽.
106. 1 2 3  Brinkman 1968, 59쪽.
107. ↑  Beaulieu 2018, 186쪽.
108. ↑  Goossens 1940, 33쪽.
109. ↑  Fales 2014, 204–218쪽.
110. 1 2 3 4 5 6 7 8 9 10 11 12  Chen 2020, 202–206쪽; Beaulieu 2018, 195쪽; Fales 2014, 204–218쪽.
111. 1 2 3 4 5 6 7 8 9  Chen 2020, 202–206쪽; Beaulieu 2018, 195쪽.
112. ↑  Brinkman 1973, 95쪽.
113. 1 2 3  Fales 2014, 206쪽.
114. ↑  Chen 2020, 202–206쪽; Beaulieu 2018, 195쪽; Radner 2003, 166쪽.
115. ↑  Chen 2020, 202–206쪽; Beaulieu 2018, 195쪽; Fales 2012, 135쪽.
116. 1 2  Lendering 2005.
117. 1 2  Beaulieu 2018, 217쪽.
118. ↑  Beaulieu 2018, 223쪽.
119. ↑  Waerzeggers 2015, 183쪽.
120. ↑  Thomas 2014, 137쪽.
121. 1 2 3 4 5  Chen 2020, 202–206쪽; Beaulieu 2018, 220쪽; Parker & Dubberstein 1942, 9–11쪽.
122. ↑  Chen 2020, 202–206쪽; Beaulieu 2018, 220쪽; Parker & Dubberstein 1942, 9–11쪽; Wiseman 1991, 244쪽.
123. 1 2 3 4 5 6 7 8 9 10 11 12 13 14 15  Beaulieu 2018, 247쪽; Parker & Dubberstein 1942, 11–17쪽.
124. ↑  Beaulieu 2018, 247쪽; Lendering 2001; Nielsen 2015, 55–57쪽.
125. ↑  Beaulieu 2018, 247쪽; Lendering 1998.
126. 1 2  Beaulieu 2018, 247쪽; Lendering 1998b.
127. ↑  Lendering 2004.
128. ↑  Spar & Lambert 2005, xxi, xlii쪽; Sachs & Wiseman 1954, 204쪽; Depuydt 1997, 117쪽; Parker & Dubberstein 1942, 11–17쪽.
129. 1 2 3 4 5 6 7  Spar & Lambert 2005, xxi쪽.
130. ↑  Spar & Lambert 2005, xxi쪽; Sachs & Wiseman 1954, 204쪽; Depuydt 1997, 117쪽; Bertin 1891, 52쪽.
131. 1 2  Boiy 2011, 3쪽.
132. ↑  Sachs & Wiseman 1954, 204쪽.
133. ↑  Spar & Lambert 2005, xxi쪽; Sachs & Wiseman 1954, 204쪽; Bertin 1891, 52쪽.
134. ↑  Boiy 2011, 4쪽.
135. 1 2  Spar & Lambert 2005, xxi, xlii쪽; Sachs & Wiseman 1954, 205쪽.
136. ↑  Sachs & Wiseman 1954, 206쪽.
137. 1 2 3  Spar & Lambert 2005, xxi, xlii쪽; Sachs & Wiseman 1954, 206쪽.
138. ↑  Spar & Lambert 2005, xxi, xlii쪽.
139. 1 2  Spar & Lambert 2005, xxi, xlii쪽; Sachs & Wiseman 1954, 207쪽; Mittag 2008, 50쪽.
140. ↑  Sachs & Wiseman 1954, 207쪽.
141. ↑  Spar & Lambert 2005, xxi, xlii쪽; Sachs & Wiseman 1954, 207쪽.
142. ↑  Spar & Lambert 2005, xxi, xlii쪽; Sachs & Wiseman 1954, 208쪽.
143. ↑  Spar & Lambert 2005, xxi, xlii쪽; Sachs & Wiseman 1954, 208–209쪽; Mittag 2008, 51쪽.
144. ↑  Spar & Lambert 2005, xxi, xlii쪽; Sachs & Wiseman 1954, 208–209쪽; Gera 1998, 110쪽.
145. ↑  Spar & Lambert 2005, xxi, xlii쪽; Sachs & Wiseman 1954, 209쪽; Scolnic 2014, 5쪽.
146. 1 2  Houghton 1979, 215–216쪽.
147. ↑  Spar & Lambert 2005, xxii, xlii쪽; Sachs & Wiseman 1954, 209쪽; Scolnic 2014, 7쪽.
148. 1 2  Houghton 1979, 213–217쪽; Boiy 2004, 164–165쪽.
149. ↑  Spar & Lambert 2005, xxii, xlii쪽; Houghton 1979, 213–217쪽; Sachs & Wiseman 1954, 209쪽.
150. ↑  Spar & Lambert 2005, xxii, xlii쪽; Sachs & Wiseman 1954, 209쪽; Mittag 2008, 51쪽.
151. ↑  Spar & Lambert 2005, xxii, xlii쪽; Sachs & Wiseman 1954, 209쪽.
152. ↑  Shayegan 2011, 229–239쪽.
153. ↑  Dąbrowa 2012, 169–176쪽.
154. ↑  Daryaee 2012, 391–392쪽.
155. 1 2 3 4  Olmstead 1937, 14쪽.
156. ↑  Spar & Lambert 2005, xlii쪽.
157. 1 2  Spar & Lambert 2005, xxii쪽; Ellerbrock 2021, 57쪽.
158. 1 2  Spar & Lambert 2005, xxii쪽; Shayegan 2011, 123쪽.
159. ↑  Olmstead 1937, 13쪽.
160. ↑  Shayegan 2011, 230쪽.
161. ↑  Spar & Lambert 2005, xxii, xlii쪽; Shayegan 2011, 110–111쪽; Shayegan 2011, 123쪽.
162. ↑  Shayegan 2011, 111쪽.
163. 1 2  Spar & Lambert 2005, xxii쪽; Shayegan 2011, 110–111쪽; Shayegan 2011, 123쪽.
164. ↑  Oelsner 2014, 301쪽; Shayegan 2011, 110–111쪽.
165. ↑  Spar & Lambert 2005, xxii쪽; Daryaee 2012, 391쪽.
166. ↑  Spar & Lambert 2005, xxii쪽; Ellerbrock 2021, 35쪽.
167. 1 2  Spar & Lambert 2005, xxii쪽; Lewy 1944, 202쪽.
168. ↑  Spar & Lambert 2005, xxii쪽; Lewy 1944, 203쪽; Ellerbrock 2021, 36쪽.
169. ↑  Spar & Lambert 2005, xxii쪽; Lewy 1944, 203쪽.
170. ↑  Spar & Lambert 2005, xxii쪽; Ellerbrock 2021, 36–37쪽.
171. ↑  Spar & Lambert 2005, xxii쪽; Ellerbrock 2021, 40쪽.
172. 1 2  Spar & Lambert 2005, xxii쪽; Shayegan 2011, 235쪽.
173. ↑  Spar & Lambert 2005, xxii쪽; Ellerbrock 2021, 41쪽.
174. ↑  Spar & Lambert 2005, xxii쪽; Ellerbrock 2021, 43쪽.
175. ↑  Spar & Lambert 2005, xxii쪽; Ellerbrock 2021, 45–46쪽.
176. ↑  Spar & Lambert 2005, xxii쪽; Ellerbrock 2021, 48쪽; Daryaee 2012, 391쪽.
177. ↑  Spar & Lambert 2005, xxii쪽; Ellerbrock 2021, 48쪽.
178. 1 2 3  Spar & Lambert 2005, xxii쪽; Ellerbrock 2021, 49쪽.
179. ↑  Daryaee 2012, 391–392쪽; Olbrycht 2016, 24쪽.
180. ↑  Spar & Lambert 2005, xxii쪽; Ellerbrock 2021, 58쪽.
181. ↑  Spar & Lambert 2005, xxii쪽; Schippmann 1986, 647–650쪽.
182. ↑  Beaulieu 2018, 14쪽; Ellerbrock 2021, 60–61쪽.
183. ↑  Beaulieu 2018, 14쪽; Dąbrowa 2012, 176쪽.
184. 1 2  Beaulieu 2018, 14쪽; Ellerbrock 2021, 61쪽.
185. ↑  Beaulieu 2018, 14쪽; Patterson 2013, 180–181쪽.
186. ↑  Beaulieu 2018, 14쪽; Ellerbrock 2021, 63쪽.
187. ↑  Beaulieu 2018, 14쪽; Ellerbrock 2021, 63–64쪽.

## 참고 문헌
- Beaulieu, Paul-Alain (2018). 《A History of Babylon, 2200 BC - AD 75》. Pondicherry: Wiley. ISBN 978-1405188999.
- Bertin, G. (1891). 《Babylonian Chronology and History》. 《Transactions of the Royal Historical Society》 5. 1–52쪽. doi:10.2307/3678045. JSTOR 3678045. S2CID 164087631.
- Black, Jeremy; Green, Anthony (1992). 《Gods, Demons, and Symbols of Ancient Mesopotamia: An Illustrated Dictionary》. University of Texas Press. ISBN 0-292-70794-0.
- Bloch, Yigal (2012). 《Studies in Middle Assyrian Chronology and its Implications for the History of the Ancient Near East in the 13th Century B.C.E.》 (PDF) (학위논문). Hebrew University of Jerusalem.
- Boiy, Tom (2004). 《Late Achaemenid and Hellenistic Babylon》. Leuven: Peeters. ISBN 978-9042914490.
- Boiy, Tom (2011). 《The Reigns of the Seleucid Kings According to the Babylon King List》. 《Journal of Near Eastern Studies》 70. 1–12쪽. doi:10.1086/659092. JSTOR 10.1086/659092. S2CID 163501549.
- Boivin, Odette (2018). 《The First Dynasty of the Sealand in Mesopotamia》. Walter de Gruyter. ISBN 978-1501516399.
- Brinkman, J. A. (1976). 《Materials and Study for Kassite History: Vol. I: A Catalogue of Cuneiform Sources Pertaining to Specific Monarchs of the Kassite Dynasty》 (PDF). Chicago: The Oriental Institute of the University of Chicago.
- Brinkman, J. A. (1968). 《A Political History of Post-Kassite Babylonia: 1158–722 B. C.》. Rome: Pontificium Institutum Biblicum. ASIN B005CKSMK8.
- Brinkman, J. A. (1973). 《Sennacherib's Babylonian Problem: An Interpretation》. 《Journal of Cuneiform Studies》 25. 89–95쪽. doi:10.2307/1359421. JSTOR 1359421. S2CID 163623620.
- Brown, David (2008). 〈Increasingly Redundant: The Growing Obsolescence of the Cuneiform Script in Babylonia from 539 BC〉.   Baines, J.; Bennet, J.; Houston, S. 《The Disappearance of Writing Systems. Perspectives on Literacy and Communication》. Equinox. ISBN 978-1845535872.
- Ceresko, Anthony R. (2001). 《Introduction to the Old Testament: A Liberation Perspective》 Revis a Expa판. Maryknoll: Orbis Books. ISBN 1-57075-348-2.
- Chen, Fei (2020). 《Study on the Synchronistic King List from Ashur》. Leiden: BRILL. ISBN 978-9004430914.
- Dąbrowa, Edward (2012). 〈The Arsacid Empire〉.   Daryaee, Touraj. 《The Oxford Handbook of Iranian History》. Oxford: Oxford University Press. ISBN 978-0199875757.
- Dandamaev, Muhammad A. (1989). 《A Political History of the Achaemenid Empire》. Leiden: BRILL. ISBN 978-9004091726.
- Daryaee, Touraj (2012). 〈Appendix: Ruling Dynasties of Iran〉.   Daryaee, Touraj. 《The Oxford Handbook of Iranian History》. Oxford: Oxford University Press. ISBN 978-0199875757.
- Da Riva, Rocío (2013). 《The Inscriptions of Nabopolassar, Amel-Marduk and Neriglissar》. Walter de Gruyter. ISBN 978-1614515876.
- Deloucas, Andrew Alberto Nicolas (2016). 《Balancing Power and Space: a Spatial Analysis of the Akītu Festival in Babylon after 626 BCE》 (PDF). 《Research Master's Thesis for Classical and Ancient Civilizations (Assyriology)》 (Universiteit Leiden).
- Ellerbrock, Uwe (2021). 《The Parthians: The Forgotten Empire》. Oxford: Routledge. ISBN 978-0367481902.
- Fales, Frederick Mario (2012). 《After Ta'yinat: The New Status of Esarhaddon's Adê for Assyrian Political History》. 《Presses Universitaires de France》 106. 133–158쪽.
- Fales, Frederick Mario (2014). 〈The Two Dynasties of Assyria〉.   Gaspa, Salvatore; Greco, Alessandro; Morandi Bonacossi, Daniele; Ponchia, Simonetta; Rollinger, Robert. 《From Source to History: Studies on Ancient Near Eastern Worlds and Beyond》. Münster: Ugarit Verlag. ISBN 978-3868351019.
- George, Andrew R. (2003). 《The Babylonian Gilgamesh Epic: Introduction, Critical Edition and Cuneiform Texts, Volume 1》. Oxford: Oxford University Press. ISBN 0-19-927841-5.
- George, Andrew R. (2007). 《Babylonian and Assyrian: A history of Akkadian》 (PDF). 《The Languages of Iraq》. 31–71쪽.
- Gera, Dov (1998). 《Judaea and Mediterranean Politics: 219 to 161 B.C.E》. Leiden: BRILL. ISBN 978-9004094413.
- Goetze, Albrecht (1964). 《The Kassites and near Eastern Chronology》. 《Journal of Cuneiform Studies》 18. 97–101쪽. doi:10.2307/1359248. JSTOR 1359248. S2CID 163491250.
- Goossens, Godefroy (1940). 《L'histoire d'Assyrie de Ctésias》. 《L'Antiquité Classique》 (프랑스어) 9/10. 25–45쪽. doi:10.3406/antiq.1940.3101.
- Depuydt, Leo (1997). 《The Time of Death of Alexander the Great: 11 June 323 B.C. (–322), ca. 4:00–5:00 PM》. 《Die Welt des Orients》 28. 117–135쪽. JSTOR 25683643.
- Haubold, Johannes (2019). 〈History and Historiography in the Early Parthian Diaries〉.   Haubold, Johannes; Steele, John; Stevens, Kathryn. 《Keeping Watch in Babylon: The Astronomical Diaries in Context》. BRILL. ISBN 978-9004397767.
- Hoover, Oliver D. (2011). 〈Never Mind the Bullocks: Taurine Imagery as a Multicultural Expression of Royal and Divine Power Under Seleukos I Nikator〉.   Iossif, Panagiotis P.; Chankowski, Andrzej S.; Lorber, Catharine C. 《More Than Men, Less Than Gods: Studies on Royal Cult and Imperial Worship》. Peeters. ISBN 978-9042924703.
- Houghton, Arthur (1979). 《Timarchus as King in Babylonia》. 《Revue Numismatique》 6. 213–217쪽. doi:10.3406/numi.1979.1797.
- Hunger, Hermann; de Jong, Teije (2014). 《Almanac W22340a From Uruk: The Latest Datable Cuneiform Tablet》. 《Zeitschrift für Assyriologie und vorderasiatische Archäologie》 104. 182–194쪽. doi:10.1515/za-2014-0015. S2CID 163700758.
- Karlsson, Mattias (2017). 《Assyrian Royal Titulary in Babylonia》 (PDF). 《Cuneiform Digital Library Initiative》. S2CID 6128352.
- Kosmin, Paul J. (2014). 〈Seeing Double in Seleucid Babylonia: Rereading the Borsippa Cylinder of Antiochus I〉.   Moreno, Alfonso; Thomas, Rosalind. 《Patterns of the Past: Epitēdeumata in the Greek Tradition》. Oxford University Press. ISBN 978-0199668885. S2CID 201634512.
- Laing, Jennifer; Frost, Warwick (2017). 《Royal Events: Rituals, Innovations, Meanings》. Routledge. ISBN 978-1315652085.
- Leick, Gwendolyn (2003). 《Historical Dictionary of Mesopotamia》. Lanham: The Scarecrow Press. ISBN 978-0810846494.
- Lewy, Hildegard (1944). 《The Genesis of the Faulty Persian Chronology》. 《Journal of the American Oriental Society》 64. 197–214쪽. doi:10.2307/594682. JSTOR 594682.
- Luckenbill, Daniel David (1924). 《The Annals of Sennacherib》. Chicago: University of Chicago Press. OCLC 506728.
- Mittag, Peter Franz (2008). 《Blood and Money: On the loyalty of the Seleucid Army》. 《Electrum》 14. 47–56쪽.
- Murai, Nobuaki (2018). 《Studies in the aklu Documents of the Middle Babylonian Period》 (학위논문). Leiden University.
- Nielsen, John P. (2015). 〈“I Overwhelmed the King of Elam”: Remembering Nebuchadnezzar I in Persian Babylonia〉.   Silverman, Jason M.; Waerzeggers, Caroline. 《Political Memory in and After the Persian Empire》. SBL Press. ISBN 978-0884140894.
- Oelsner, Joachim (1964). 《Ein Beitrag zu keilschriftlichen Königstitulaturen in hellenistischer Zeit》. 《Zeitschrift für Assyriologie und Vorderasiatische Archäologie》 (독일어) 56. 262–274쪽. doi:10.1515/zava.1964.56.1.262. S2CID 162289626.
- Oelsner, Joachim (2014). 《Wie griechisch ist Babylonien in hellenistischer Zeit? Zu den griechischen Sprachzeugnissen aus Babylonien》. 《Zeitschrift der Deutschen Morgenländischen Gesellschaft》 (독일어) 164. 297–318쪽. JSTOR 10.13173/zeitdeutmorggese.164.2.0297.
- Olbrycht, Marek Jan (2016). 〈Dynastic Connections in the Arsacid Empire and the Origins of the House of Sāsān〉.   Curtis, Vesta Sarkhosh; Pendleton, Elizabeth J.; Alram, Michael; Daryaee, Touraj. 《The Parthian and Early Sasanian Empires: Adaptation and Expansion》. Oxbow Books. ISBN 9781785702082.
- Olmstead, A. T. (1937). 《Cuneiform Texts and Hellenistic Chronology》. 《Classical Philology》 32. 1–14쪽. doi:10.1086/361976. JSTOR 265057. S2CID 162256647.
- Parker, Richard A.; Dubberstein, Waldo H. (1942). 《Babylonian Chronology 626 B.C. – A.D. 45》 (PDF). The University of Chicago Press. OCLC 2600410.
- Patterson, Lee E. (2013). 《Caracalla's Armenia》. 《Syllecta Classica》 2 (Project Muse). 27–61쪽. doi:10.1353/syl.2013.0013. S2CID 140178359.
- Peat, Jerome (1989). 《Cyrus "King of Lands," Cambyses "King of Babylon": The Disputed Co-Regency》. 《Journal of Cuneiform Studies》 41. 199–216쪽. doi:10.2307/1359915. JSTOR 1359915. S2CID 163504463.
- Poebel, A. (1955). 《The Second Dynasty of Isin According to a New King-List Tablet》 (PDF). 《Assyriological Studies》 15 (The Oriental Institute of the University of Chicago).
- Radner, Karen (2003). 《The Trials of Esarhaddon: The Conspiracy of 670 BC》. 《ISIMU: Revista sobre Oriente Próximo y Egipto en la antigüedad》 6 (Universidad Autónoma de Madrid). 165–183쪽.
- Schippmann, K. (1986). 〈Artabanus (Arsacid kings)〉. 《Encyclopaedia Iranica, Vol. II, Fasc. 6》. 647–650쪽.
- Shayegan, M. Rahim (2011). 《Arsacids and Sasanians: Political Ideology in Post-Hellenistic and Late Antique Persia》. Cambridge: Cambridge University Press. ISBN 978-0521766418.
- Sherwin-White, Susan (1991). 《Aspects of Seleucid Royal Ideology: The Cylinder of Antiochus I from Borsippa》. 《The Journal of Hellenic Studies》 111. 75–77쪽. doi:10.2307/631888. ISSN 0075-4269. JSTOR 631888. S2CID 161148434.
- Soares, Filipe (2017). 《The titles 'King of Sumer and Akkad' and 'King of Karduniaš', and the Assyro-Babylonian relationship during the Sargonid Period》 (PDF). 《Rosetta》 19. 20–35쪽.
- Spar, Ira; Lambert, W. G. (2005). 《Cuneiform Texts in The Metropolitan Museum of Art. Volume II: Literary and Scholastic Texts of the First Millennium B.C.》. New York: The Metropolitan Museum of Art. ISBN 978-2503517407.
- Stevens, Kathryn (2014). 《The Antiochus Cylinder, Babylonian Scholarship and Seleucid Imperial Ideology》. 《The Journal of Hellenic Studies》 134. 66–88쪽. doi:10.1017/S0075426914000068. JSTOR 43286072.
- Thomas, Benjamin D. (2014). 《Hezekiah and the Compositional History of the Book of Kin》. Tübingen: Mohr Siebeck. ISBN 978-3161529351.
- Van Der Meer, Petrus (1955). 《The Chronology of Ancient Western Asia and Egypt》. Brill Archive.
- Van Der Spek, R. J. (1993). 《The Astronomical Diaries as a source for Achaemenid and Seleucid History》. 《Bibliotheca Orientalis》 1/2. 91–102쪽.
- Van Der Spek, R. J. (2001). 《The Theatre of Babylon in Cuneiform》. 《Veenhof Anniversary Volume: Studies Presented to Klaas R. Veenhof on the Occasion of His Sixty-fifth Birthday》. 445–456쪽.
- Waerzeggers, Caroline (2015). 〈Babylonian Kingship in the Persian Period: Performance and Reception〉.   Stökl, Jonathan; Waerzeggers, Caroline. 《Exile and Return: The Babylonian Context》. De Gruyter. ISBN 978-3110417005.
- Waerzeggers, Caroline (2018). 〈Introduction: Debating Xerxes’ Rule in Babylonia〉.   Waerzeggers, Caroline; Seire, Maarja. 《Xerxes and Babylonia: The Cuneiform Evidence》 (PDF). Peeters Publishers. ISBN 978-90-429-3670-6. 2020년 12월 9일에 원본 문서 (PDF)에서 보존된 문서. 2020년 8월 16일에 확인함.
- Wallis Budge, Ernest Alfred (1884). 《Babylonian Life and History》. London: Religious Tract Society. OCLC 3165864.
- Wiseman, Donald J. (2003) [1991]. 〈Babylonia 605–539 B.C.〉.   Boardman, John; Edwards, I. E. S.; Hammond, N. G. L.; Sollberger, E.; Walker, C. B. F. 《The Cambridge Ancient History: III Part 2: The Assyrian and Babylonian Empires and Other States of the Near East, from the Eighth to the Sixth Centuries B.C.》 2판. Cambridge University Press. ISBN 0-521-22717-8.
- Sachs, A. J.; Wiseman, D. J. (1954). 《A Babylonian King List of the Hellenistic Period》. 《Iraq》 16. 202–212쪽. doi:10.2307/4199591. JSTOR 4199591. S2CID 191599687.
- Scolnic, Benjamin (2014). 《Seleucid Coinage in 175–166 BCE and the Historicity of Daniel 11:21–24》. 《Journal of Ancient History》 2. 1–36쪽. doi:10.1515/jah-2014-0009. S2CID 161546400.
- Strassmaier, J. N. (1888). 《Arsaciden-Inschriften》. 《Zeitschrift für Assyriologie und Vorderasiatische Archäologie》 (독일어) 3. 129–158쪽. doi:10.1515/zava.1888.3.1.129.
- Zaia, Shana (2019). 《Going Native: Šamaš-šuma-ukīn, Assyrian King of Babylon》. 《IRAQ》 81. 247–268쪽. doi:10.1017/irq.2019.1. S2CID 200251092.

### 웹 자료
- Lendering, Jona (1998). “아라카 (네부카드네자르 4세)”. 《Livius》. 2020년 8월 11일에 확인함.
- Lendering, Jona (1998). “벨-쉬만니와 샤마쉬-에리바”. 《Livius》. 2020년 8월 14일에 확인함.
- Lendering, Jona (2001). “니딘투-벨”. 《Livius》. 2020년 8월 11일에 확인함.
- Lendering, Jona (2004). “니딘-벨”. 《Livius》. 2020년 8월 13일에 확인함.
- Lendering, Jona (2005). “우루크 왕명표”. 《Livius》. 2021년 5월 25일에 확인함.